# Diadem

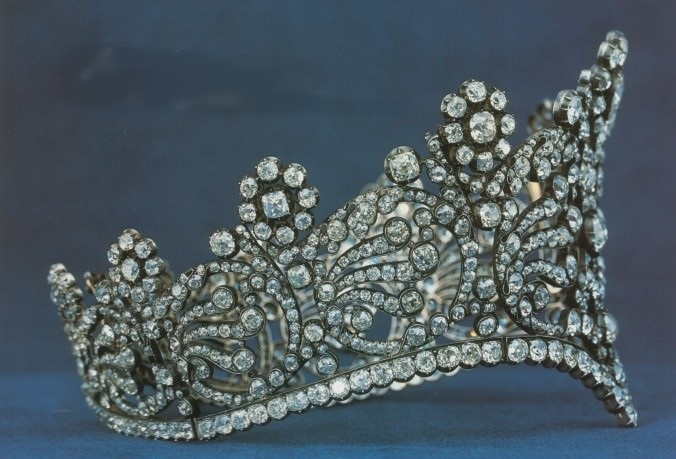
Diadem der Kaiserin Joséphine, Anfang 19. Jh. (Seitenansicht)

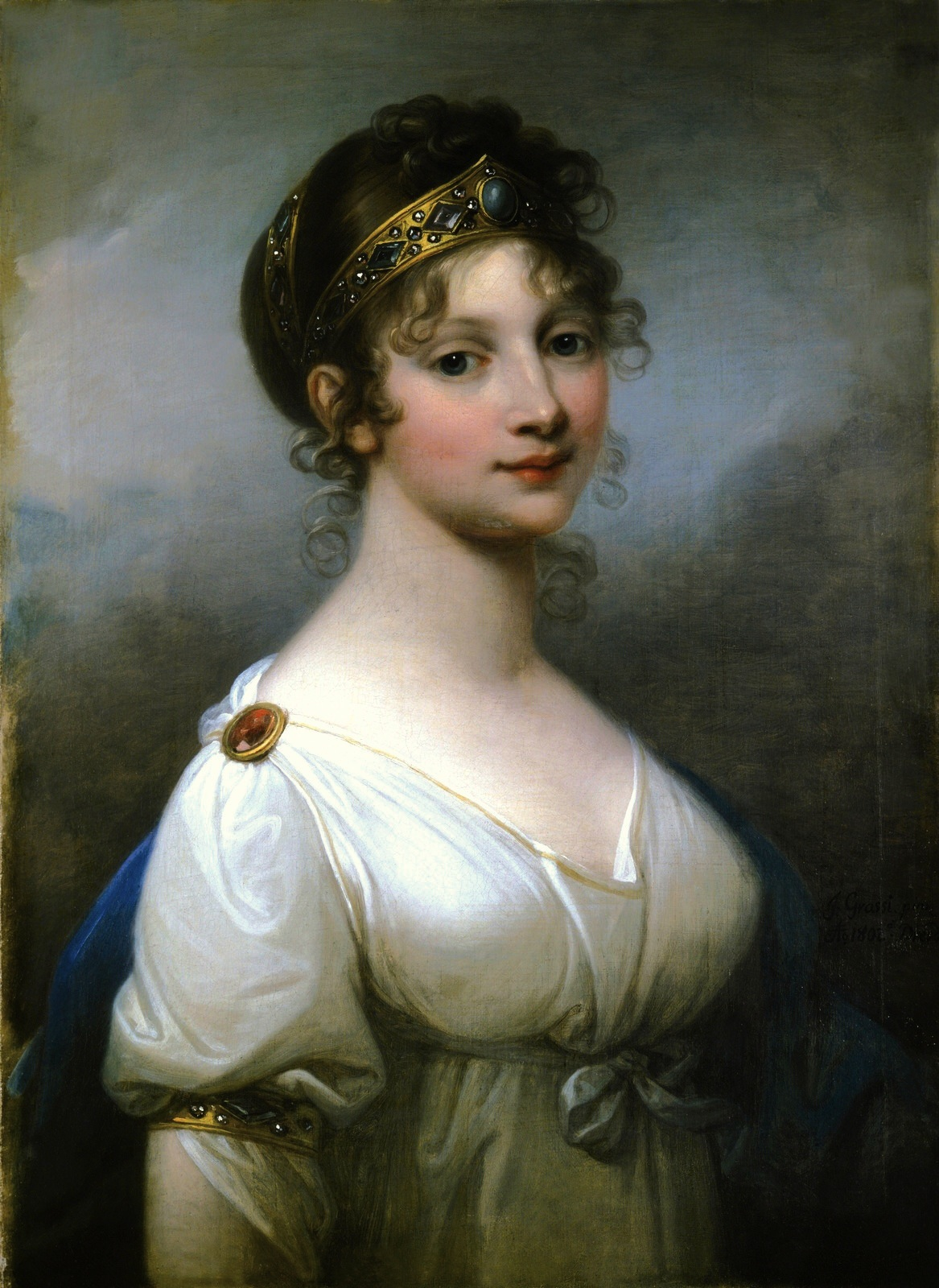
Josef Mathias Grassi: Königin Luise von Preußen, 1802

Ein Diadem (von altgriechisch διάδημα diádema, deutsch ‚Stirnbinde‘) diente in der Antike als schmale Stirnbinde zum Zusammenhalten der Haare; aus der Stirnbinde, die nach einem Sieg getragen wurde, entwickelte sich die Königsbinde. Daneben gab es auch verschiedene Kränze (Corona), u. a. den Lorbeerkranz, der später aus Gold angefertigt war. Bereits in der Antike entwickelte sich das Diadem als besondere Art einer Krone in Form eines halben oder halbmond-förmigen Stirn- oder Kopfreifs, mit einer Betonung der Stirnmitte. Diese Form des Diadems wurde und wird bis heute vor allem von Frauen zu festlichen Anlässen getragen.

## Etymologie
Das Wort ist aus dem lateinischen bzw. griechischen diadema entlehnt. Dies ist vom griechischen dia-dein „umbinden“ abgeleitet und bedeutet demnach wörtlich „Umgebundenes“. Es besteht auch eine Verwandtschaft mit dem Wort demos (Band). Belegt ist das Wort diadema erstmals bei Xenophon in dessen Schilderung des persischen Königsornates (vgl. unten).

Das englische Wort für das heutige Diadem als typisch weibliche Schmuckkrone lautet „tiara“ – ein typischer ‚falscher Freund‘, weil die Bezeichnung Tiara im Deutschen ausschließlich der Papstkrone vorbehalten ist, sowie der Krone antiker persischer Herrscher. In vielen anderen Sprachen, wie Französisch, Italienisch, Spanisch, Dänisch, Schwedisch, Niederländisch wird genau wie im Deutschen eine Ableitung des griechisch-lateinischen Wortes diadema verwendet.

## Geschichte

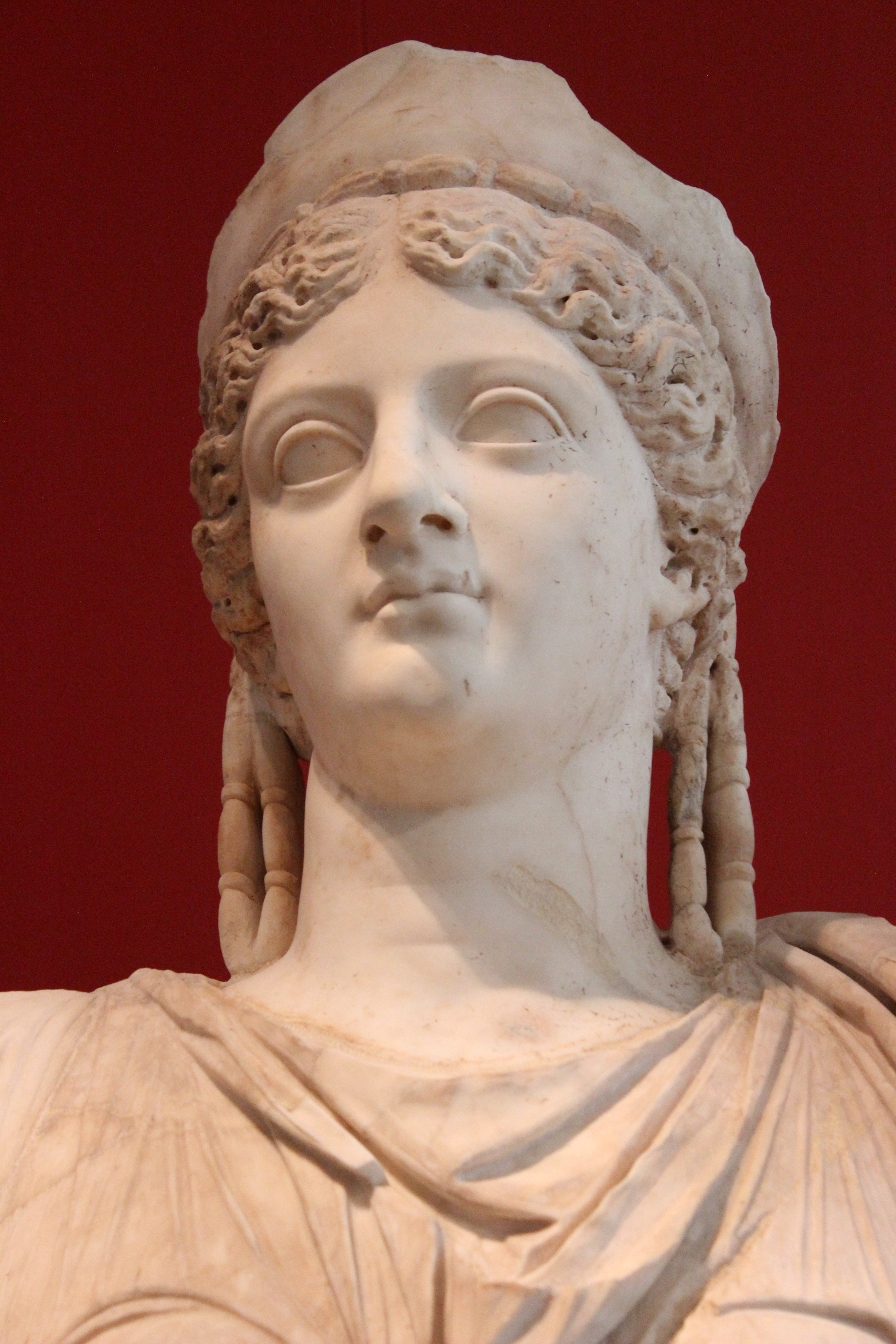
Die vergöttlichte Livia als Fortuna, 42–54 n. Chr. (Altes Museum, Berlin)

### Antike
Bei den Persern war das Diadem um die Tiara oder um den Turban geschlungen und typischerweise in blauer Farbe und weiß durchwirkt gehalten. Im alten Ägypten wurden bereits Diademe aus Gold oder Elektrum getragen, schon aus der 18. Dynastie (1550 bis 1292 vor Chr.) sind seltene Exemplare erhalten, die mit goldenen Blumen oder Sternen und Gazellenköpfen geschmückt sind.
Einige Götter der Griechen wurden mit einem Diadem geschmückt dargestellt, insbesondere Zeus und Hera. Die griechischen Frauen und junge Männer – insbesondere die olympischen Sieger – trugen im Altertum eine Binde im Haar. Die Binde war in hellenistischer Zeit spätestens seit den Diadochen das Abzeichen der Herrscherwürde (Königsbinde). Ob das Diadem der hellenistischen Könige dabei auf persische oder griechische Vorbilder zurückgeführt werden kann, ist umstritten.
Das bacchische Diadem (Kredemnon) bestand aus einer vielfach gefalteten Binde, die Stirn und Schläfe umgab und hinter dem Kopf geknüpft wurde.
Im Römischen Reich kam das Diadem erst später auf. Die ersten Kaiser zogen es vor, kein Diadem zu tragen, um das Volk nicht zu reizen. Erst mit Diokletian (* zwischen 236 und 245 - † 312) kam die Sitte wieder auf. Diademe in Form von Halbkronen wurden jedoch schon seit dem 1. Jahrhundert von den Gemahlinnen der römischen Kaiser getragen.

Diademe in der Antike
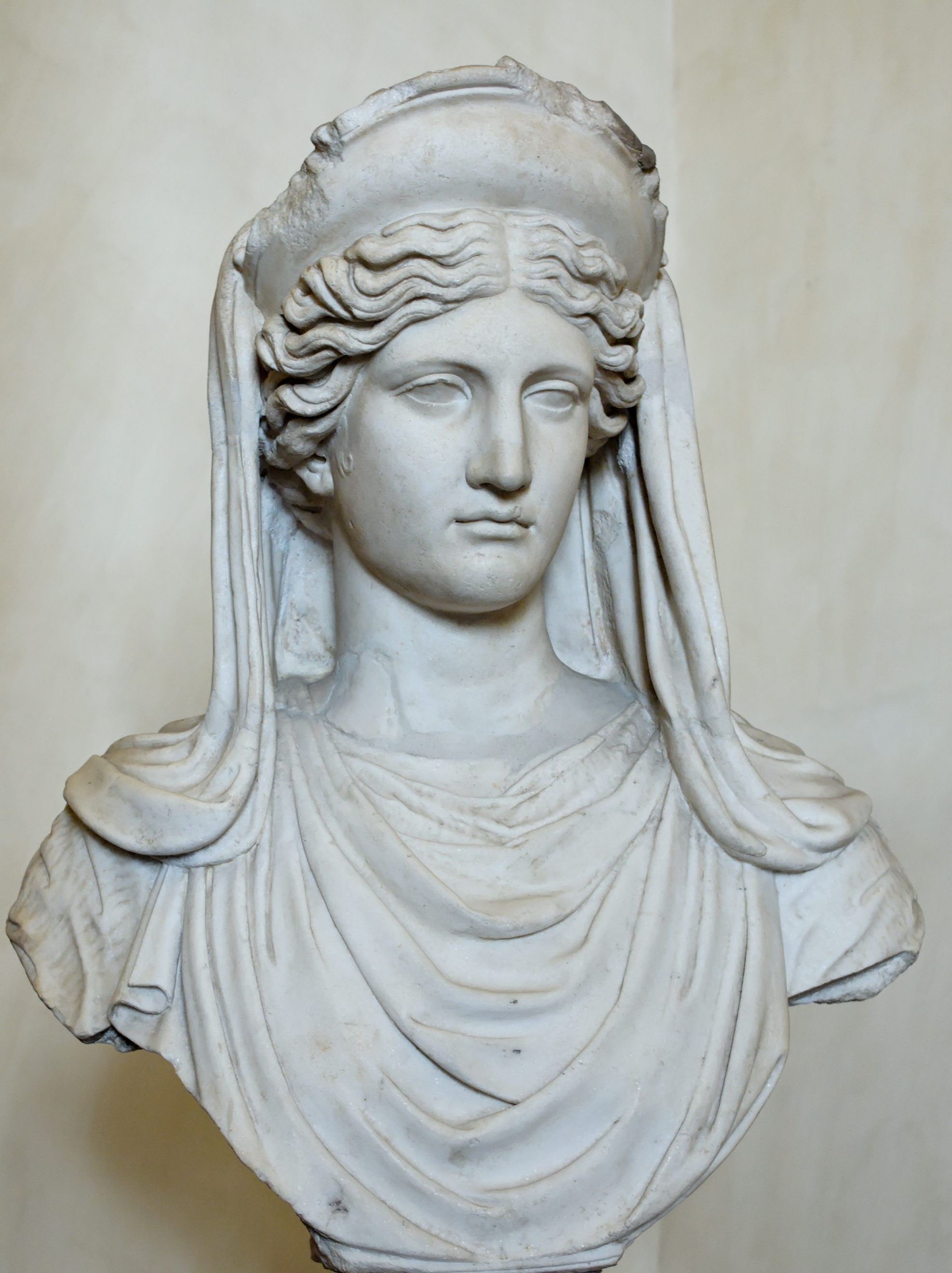
Sogenannte „Demeter Altemps“, römische Kopie nach griechischem Original des 4. Jh. v. Chr. (Museo nazionale romano Palazzo Altemps, Rom)
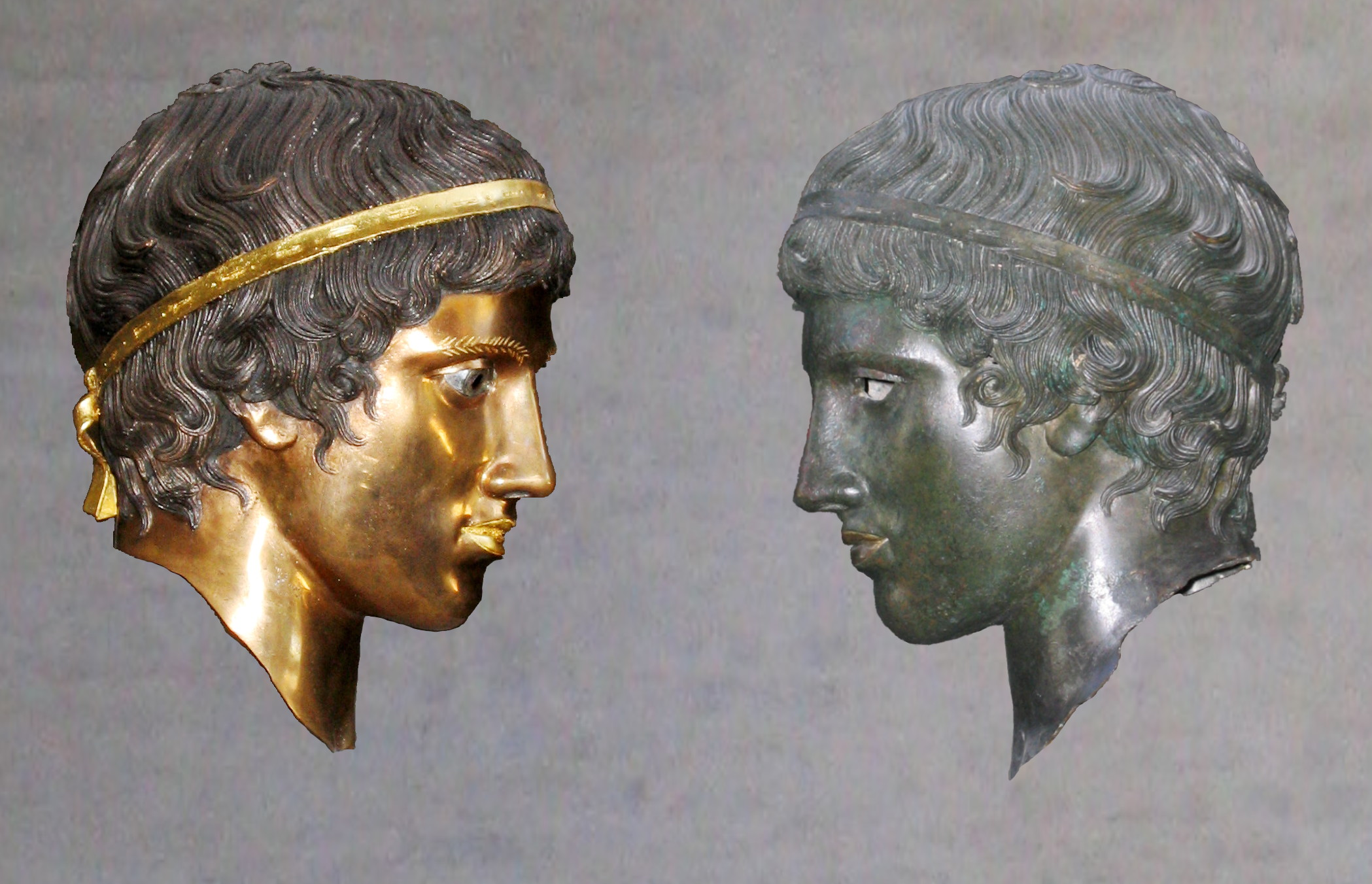
Griechischer Jüngling mit Stirnband, mit und ohne Vergoldung (Ausstellung „Bunte Götter“ in der Glyptothek München)
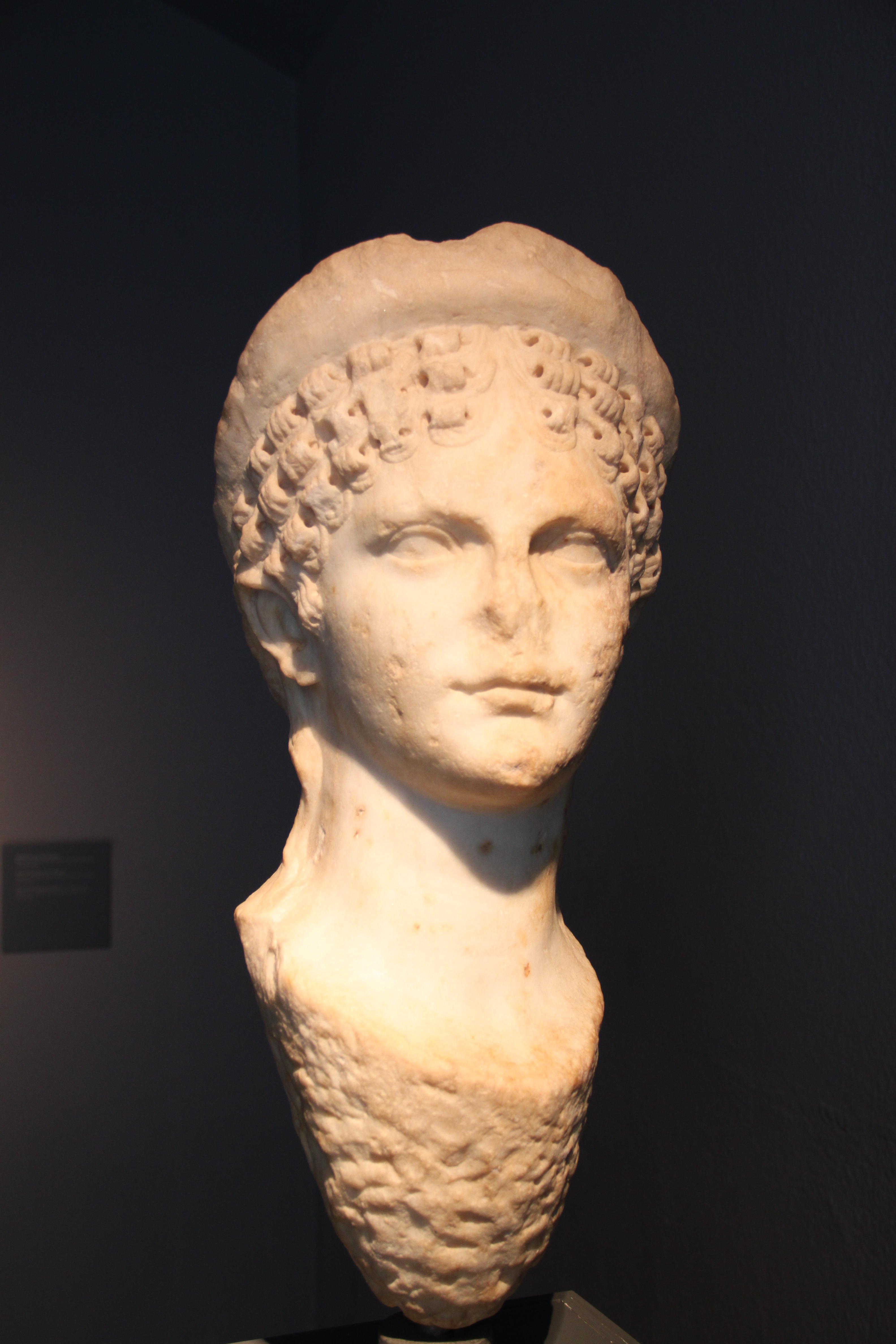
Agrippina minor, 1. Jahrhundert, (Barcelona)
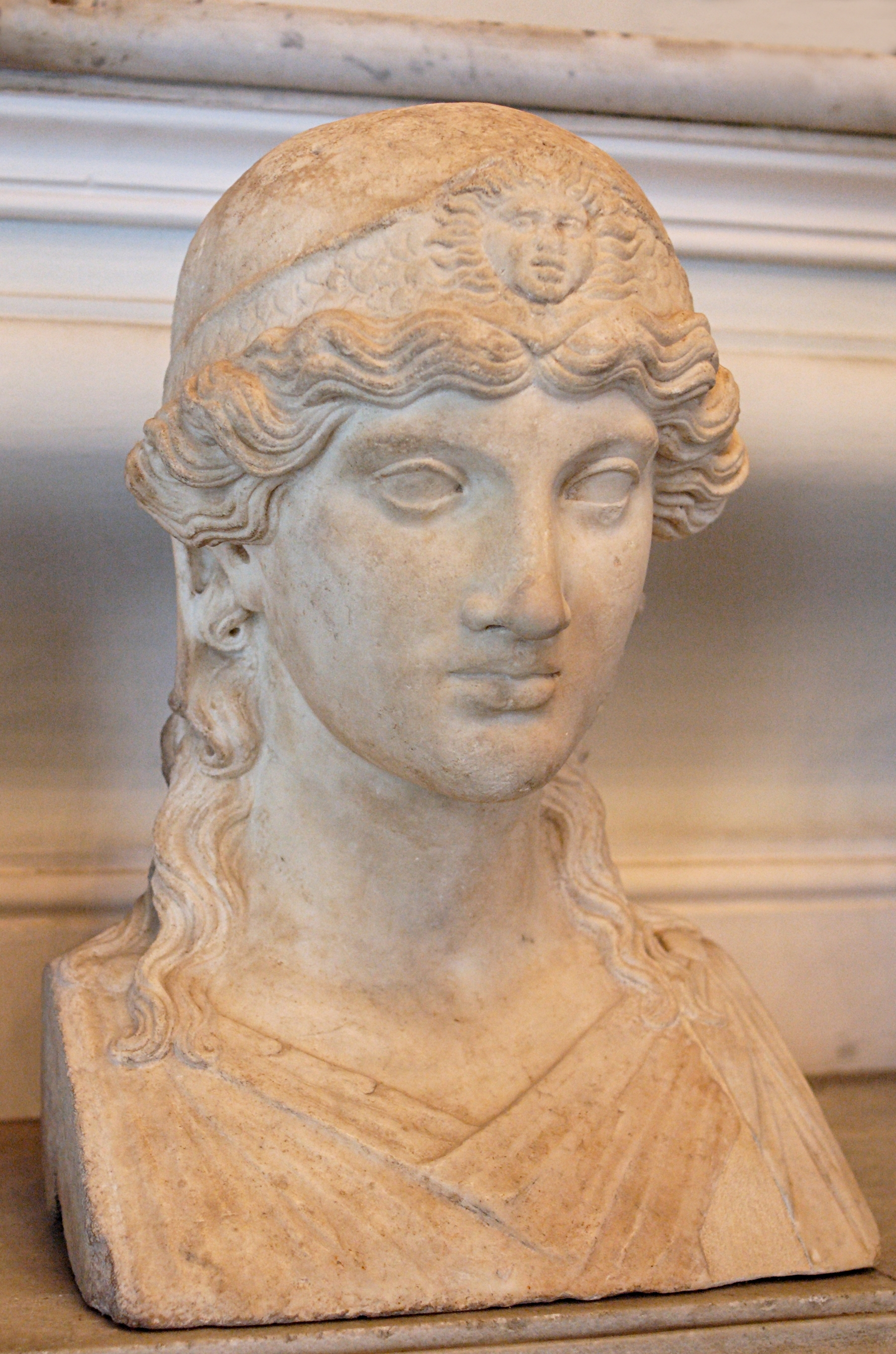
Antike Büste mit Diadem, ca. 98–117 n. Chr. (Musei Capitolini, Rom)
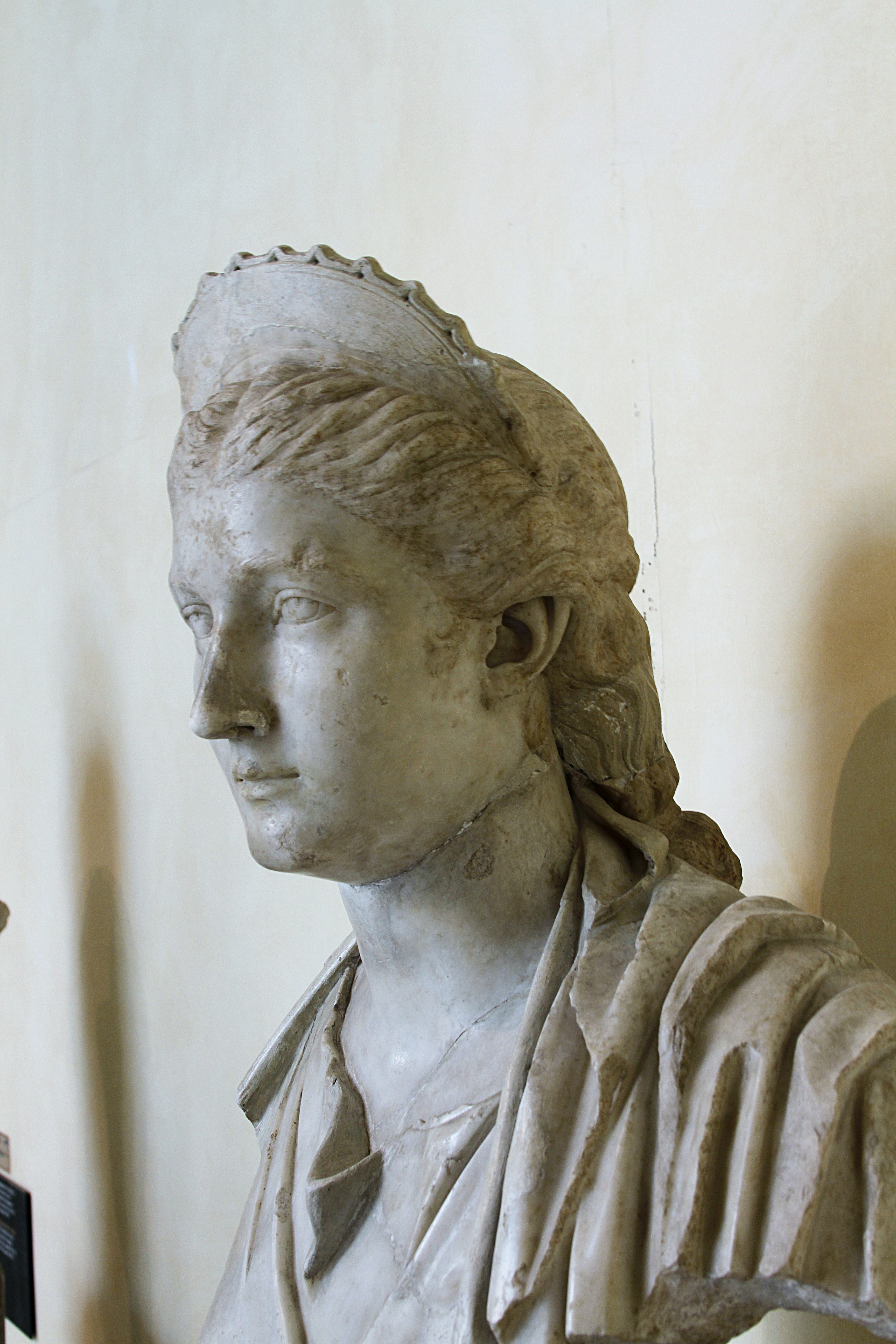
Vibia Sabina, ca. 135 n. Chr. (Musei Capitolini, Rom)

Unter der Regierungszeit Kaiser Konstantins des Großen (Alleinherrscher ab 324 n. Chr.) wurde der Grundstein zur Entwicklung der Krone gelegt, die zu Anfang wie eine Stirnbinde aus einer Anzahl gleich breiter Metallplatten zusammengesetzt war. Im 6. Jahrhundert unter dem Kaiser Justinian wurden sie mit Kopfbügel versehen.
Das Diadem war auch in Byzanz bekannt, und im Mittelalter (ca. 11.–14. Jahrhundert) wurden Engel in der byzantinischen und italienischen Kunst oft mit Diadem dargestellt.

Diademe in Byzanz
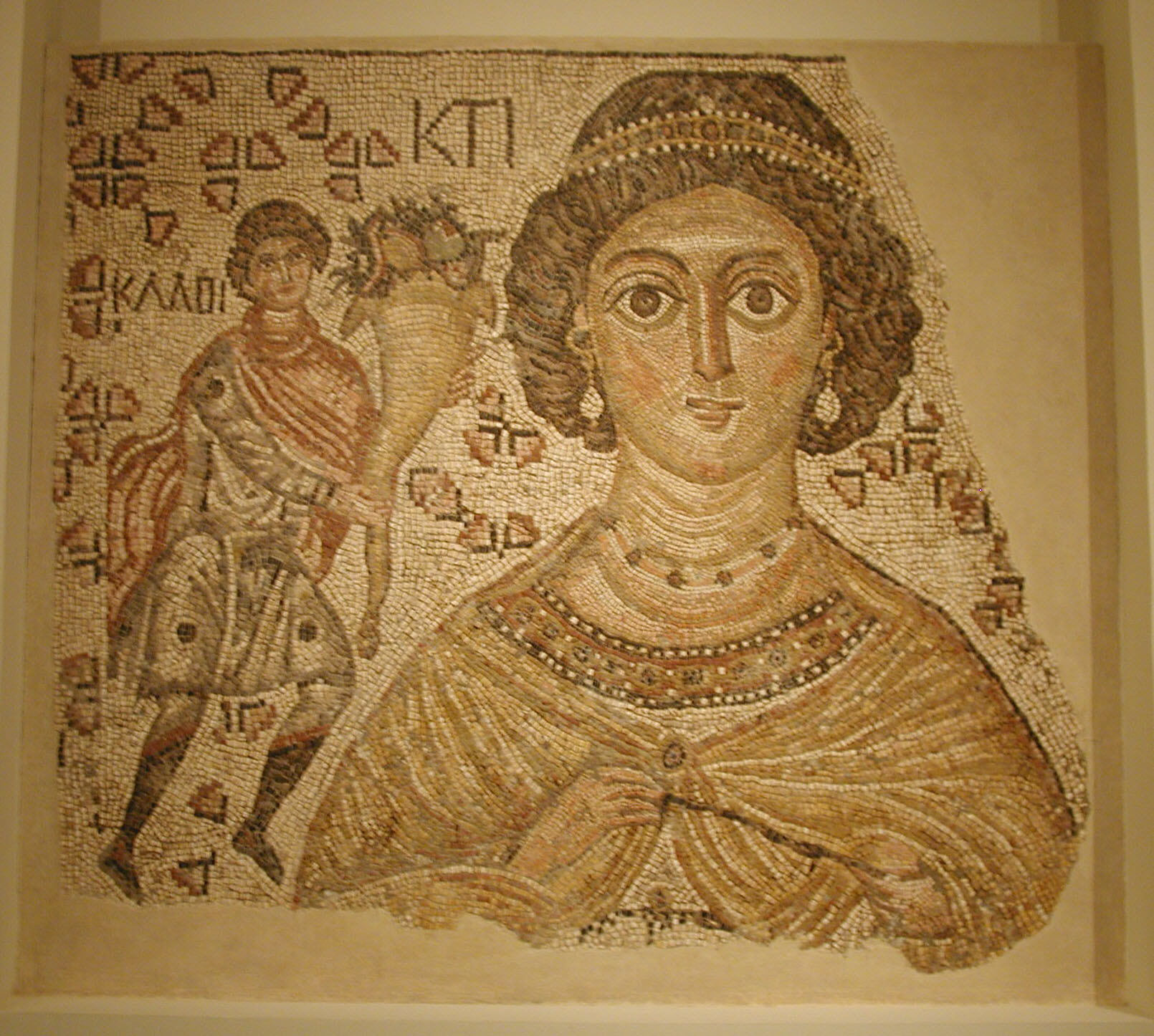
Ktisis, Byzanz, ca. 500–550 (Metropolitan Museum of Art, New York)
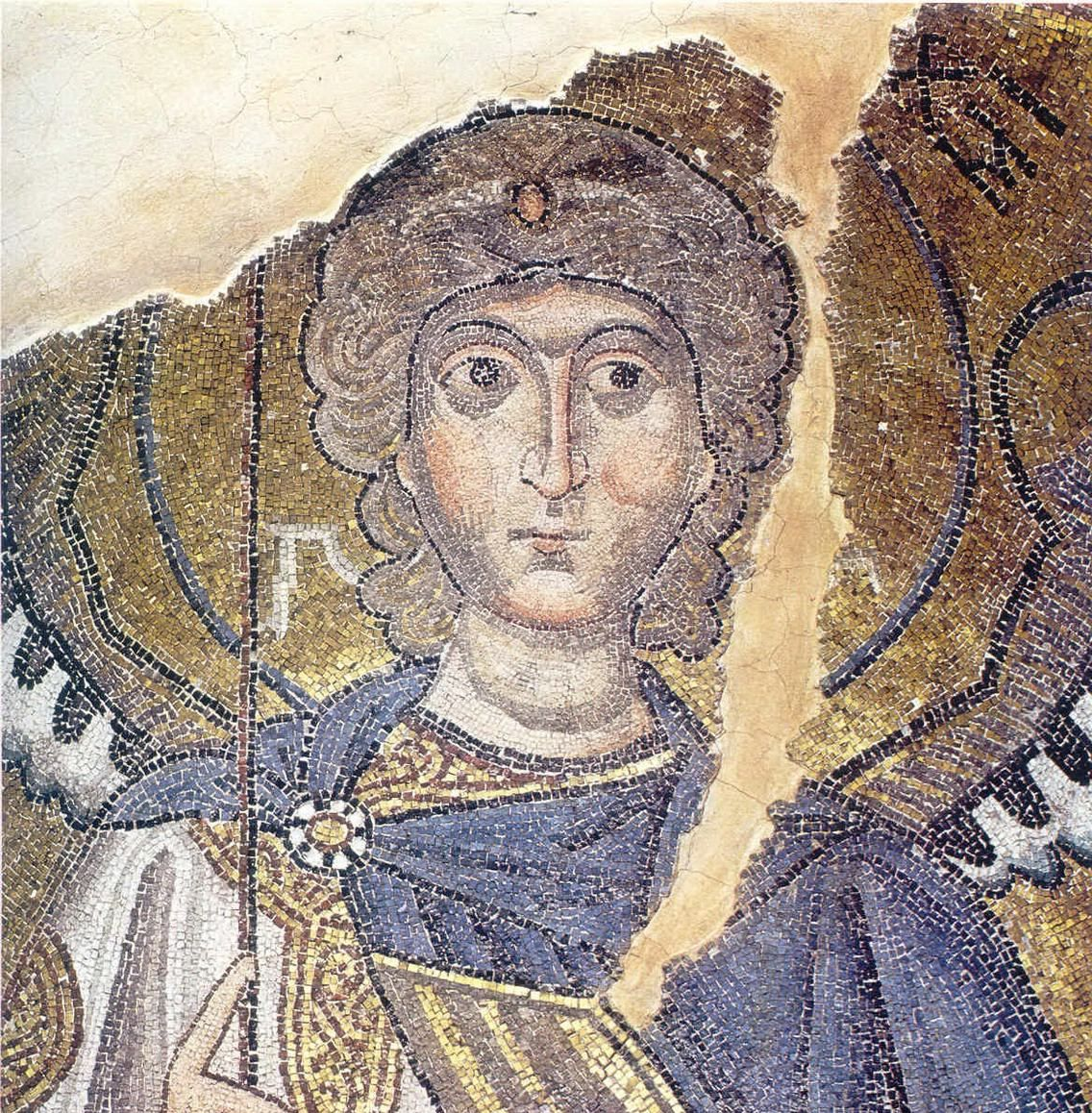
Erzengel Michael mit Diadem, Mosaik in Nea Moni, 11. Jahrhundert
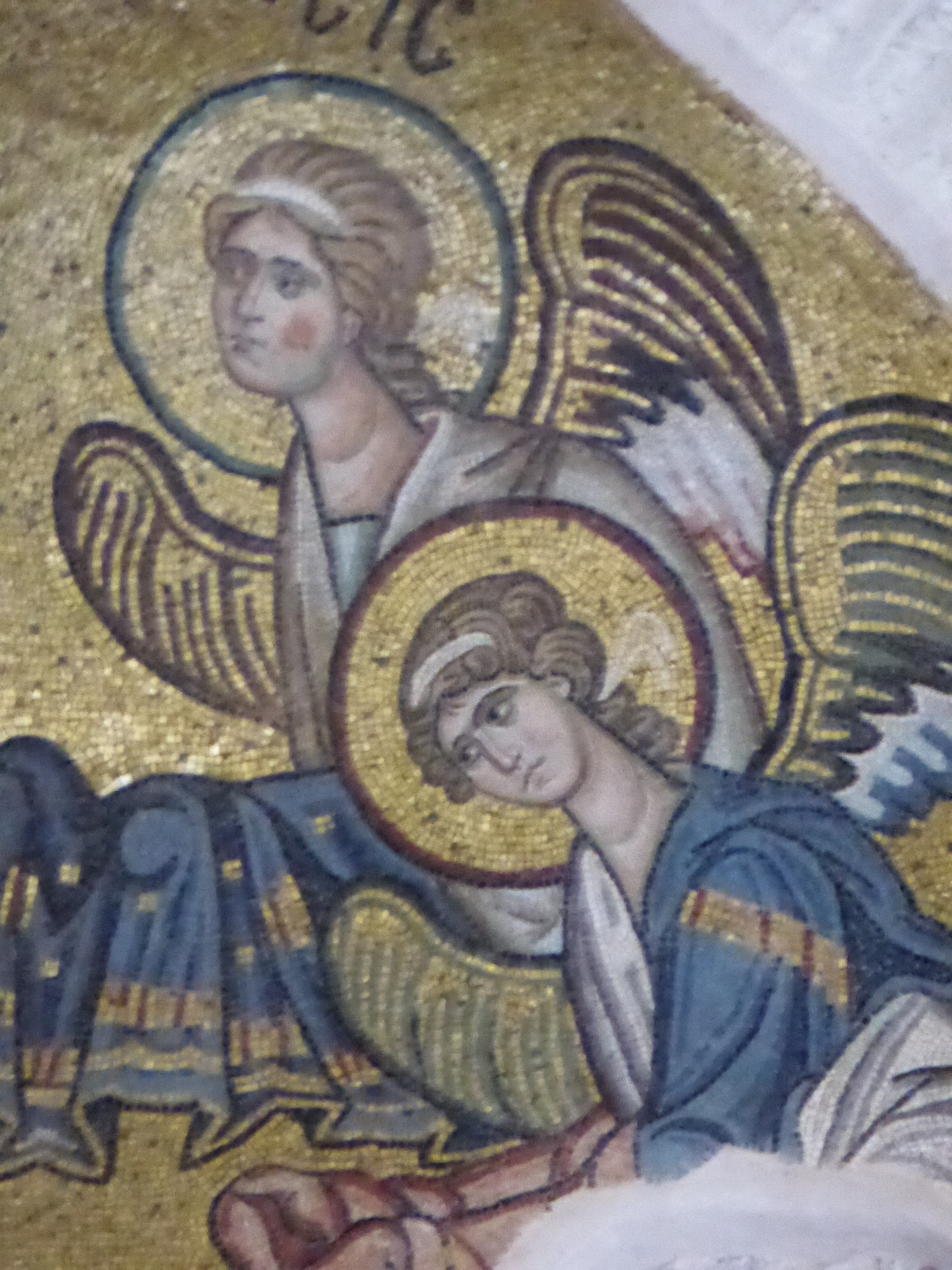
Engel mit Diademen in den Mosaiken von Kloster Daphni, 12. Jahrhundert
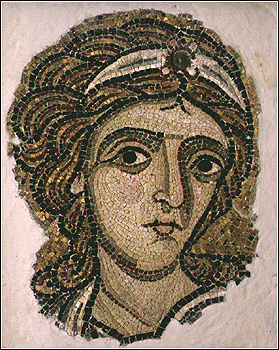
Engelskopf, 13. Jh. ? (Museo provinciale di Torcello)

### Vom 16. Jahrhundert bis zur französischen Revolution
Ende des 16. und zu Beginn des 17. Jahrhunderts, zur Zeit der spanischen Mode und einer Hochblüte der Goldschmiedekunst, trugen hochgestellte Aristokratinnen manchmal Diademe auf dem Haar, die oft sehr filigran gearbeitet und nicht nur mit Edelsteinen und Perlen besetzt waren, sondern auch mit künstlichen Blumen aus Emaille oder Edelsteinen. Teilweise wurden auch Bänder oder Rosetten eingeflochten.

Diademe 1550-1620
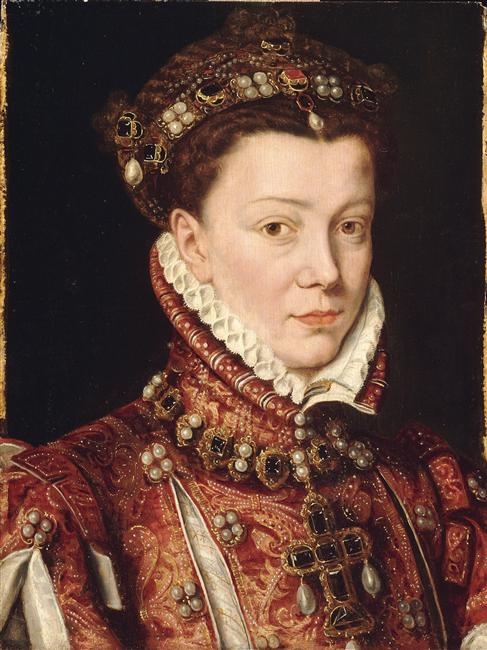
Elisabeth de Valois, Porträt nach Antonio Moro, ca. 1560–1565
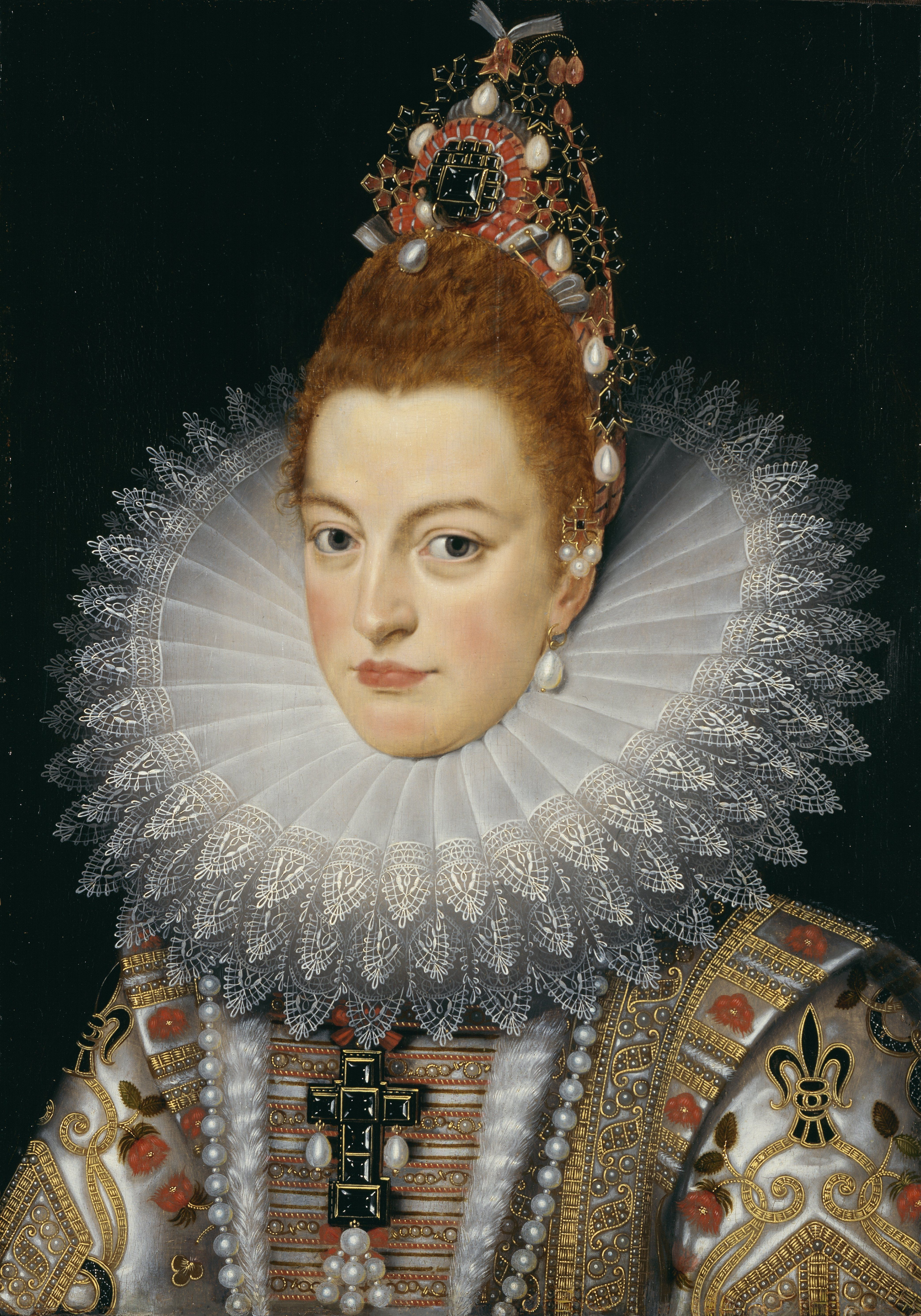
Frans Pourbus d. J.: Isabella Clara Eugenia von Spanien, um 1600
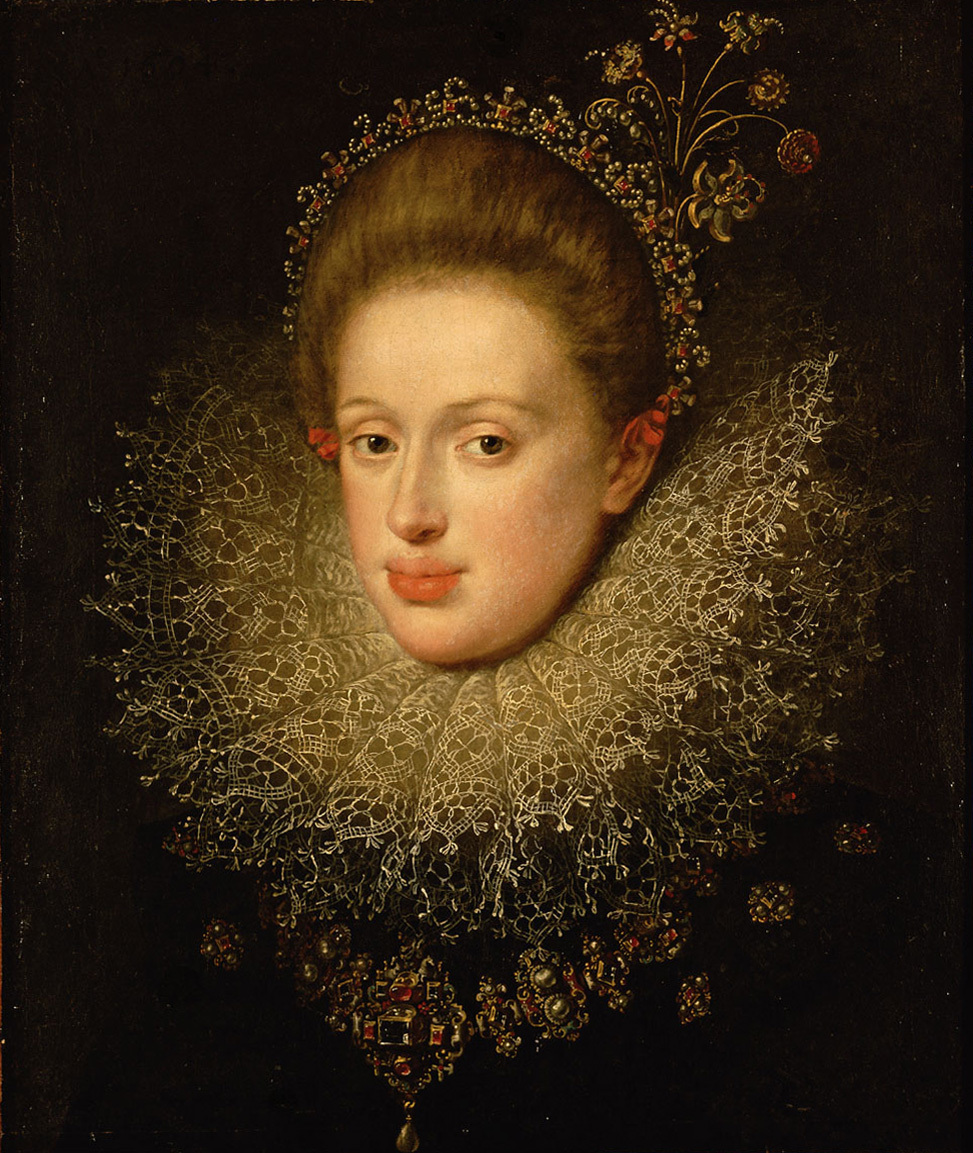
Hans von Aachen: Anna von Tirol, 1604
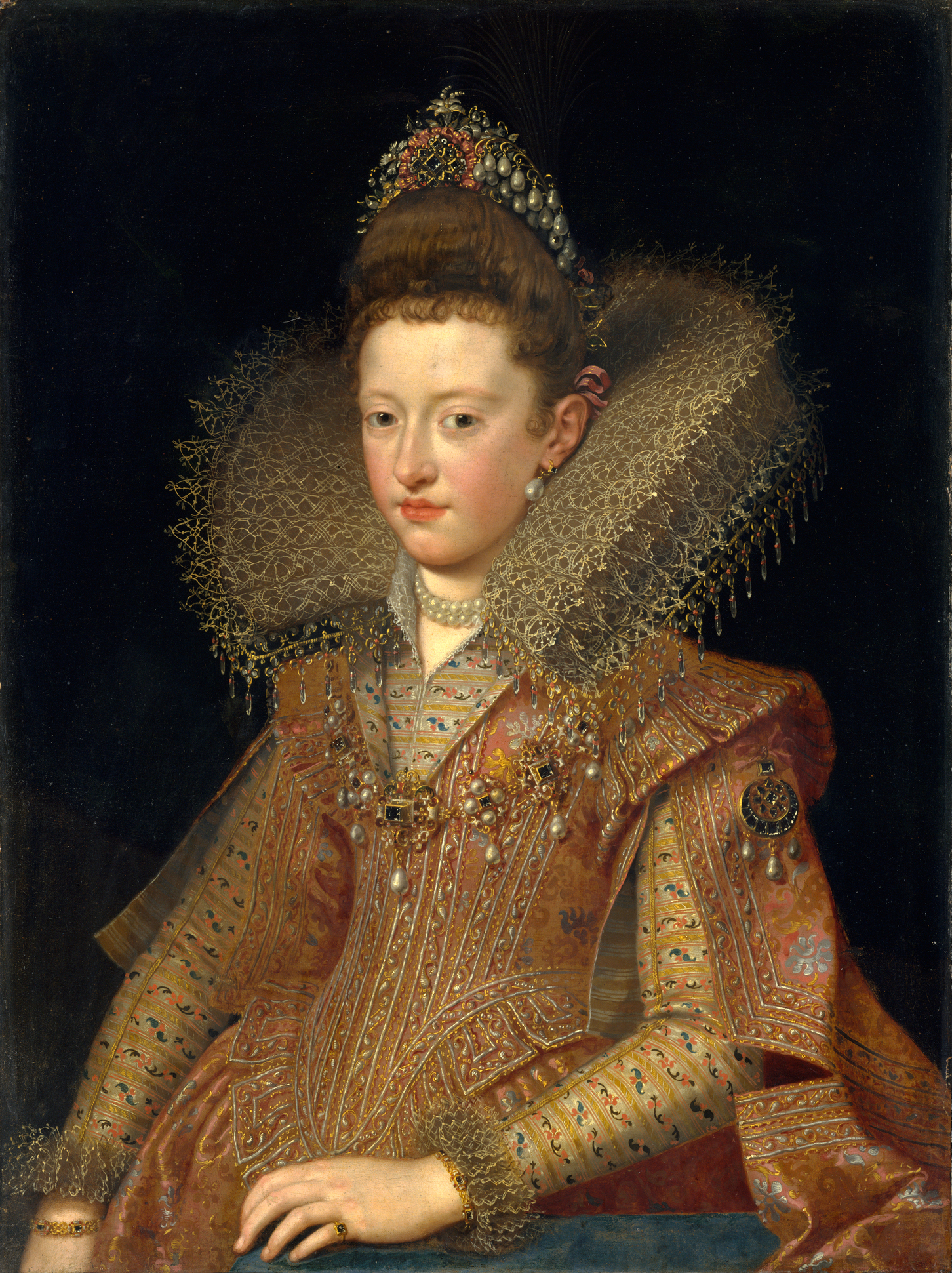
Frans Pourbus d. J.: Margarita Gonzaga, 1606. Diadem mit Perlen und Blumen aus Email.

Im Frühbarock, etwa zwischen 1625 und 1685, war das Diadem nicht in Mode. Erst gegen Ende des 17. Jahrhunderts, als wieder hohe und komplizierte Damenfrisuren aufkamen, tauchte es wieder auf und wurde zur Krönung in oder auf die Frisur eingearbeitet. Diademe des Hochbarock und Rokoko waren relativ schlicht und bestanden in erster Linie aus einem halbmondförmigen goldenen Reif – ähnlich wie in der Antike –, teilweise mit wenigen Steinen und Perlen verziert. Das Diadem wurde jedoch im 18. Jahrhundert bis zur französischen Revolution allem Anschein nach fast nur von Königinnen oder anderen Mitgliedern von Fürstenhäusern und nur bei besonders offiziellen Anlässen getragen. Von einer ‚Mode‘ kann nicht gesprochen werden – im Rokoko bevorzugte man lieblichere Schmuckformen wie Blumen, Girlanden oder Schleifen. Eine gewisse Rolle spielte das Diadem bei den russischen Zarinnen, doch verwendeten Elisabeth und Katharina die Große normalerweise ein kleines Brillant-Krönchen mit einem Kreuz, das eine Art Nachbildung der riesigen Zarenkrone war, mit der sie gekrönt worden waren.

Diademe 1690-1790
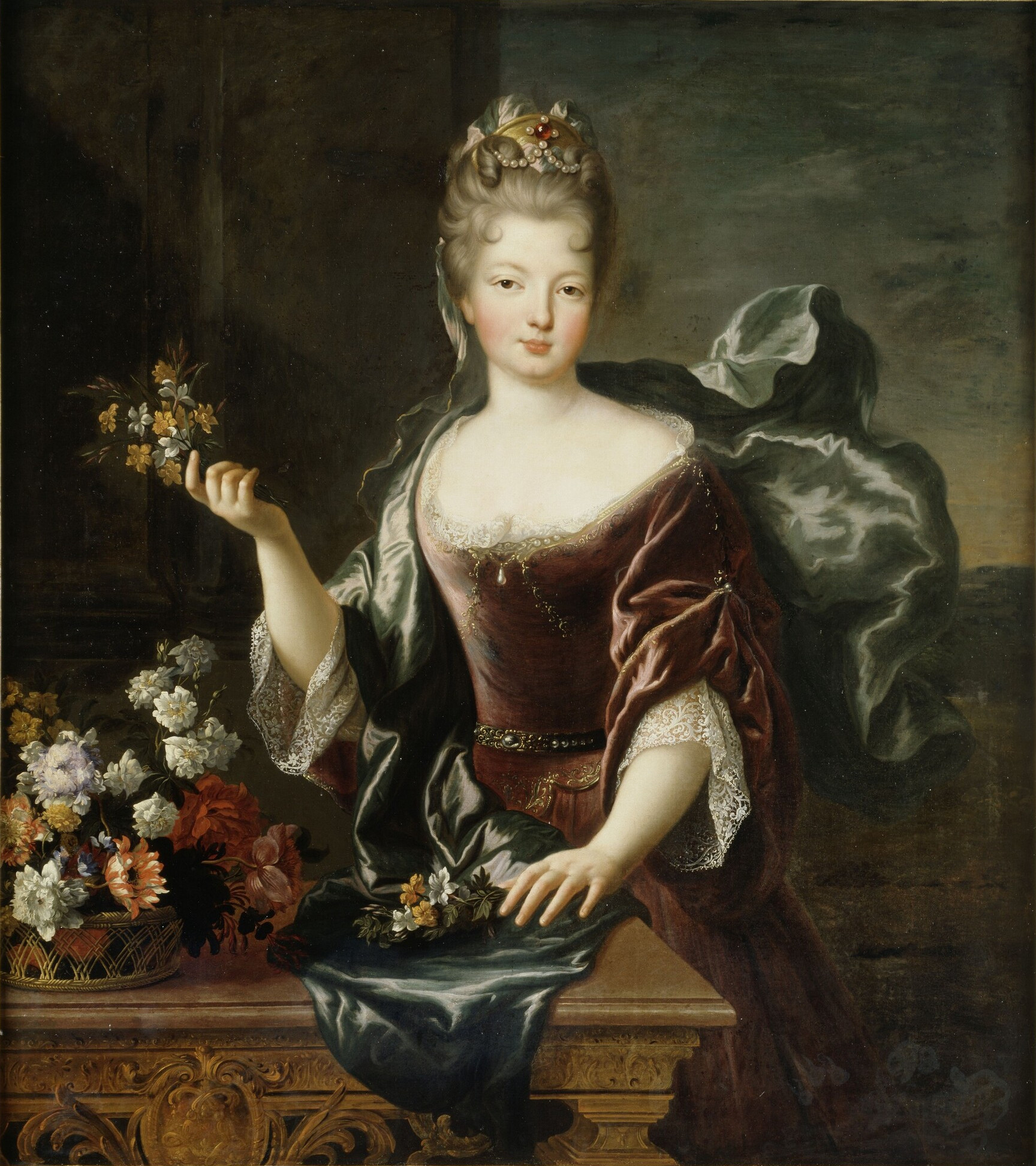
Pierre Gobert oder François de Troy: Françoise Marie de Bourbon, duchesse d'Orléans, genannt: Mademoiselle de Blois, ca. 1692 (Schloss Versailles)
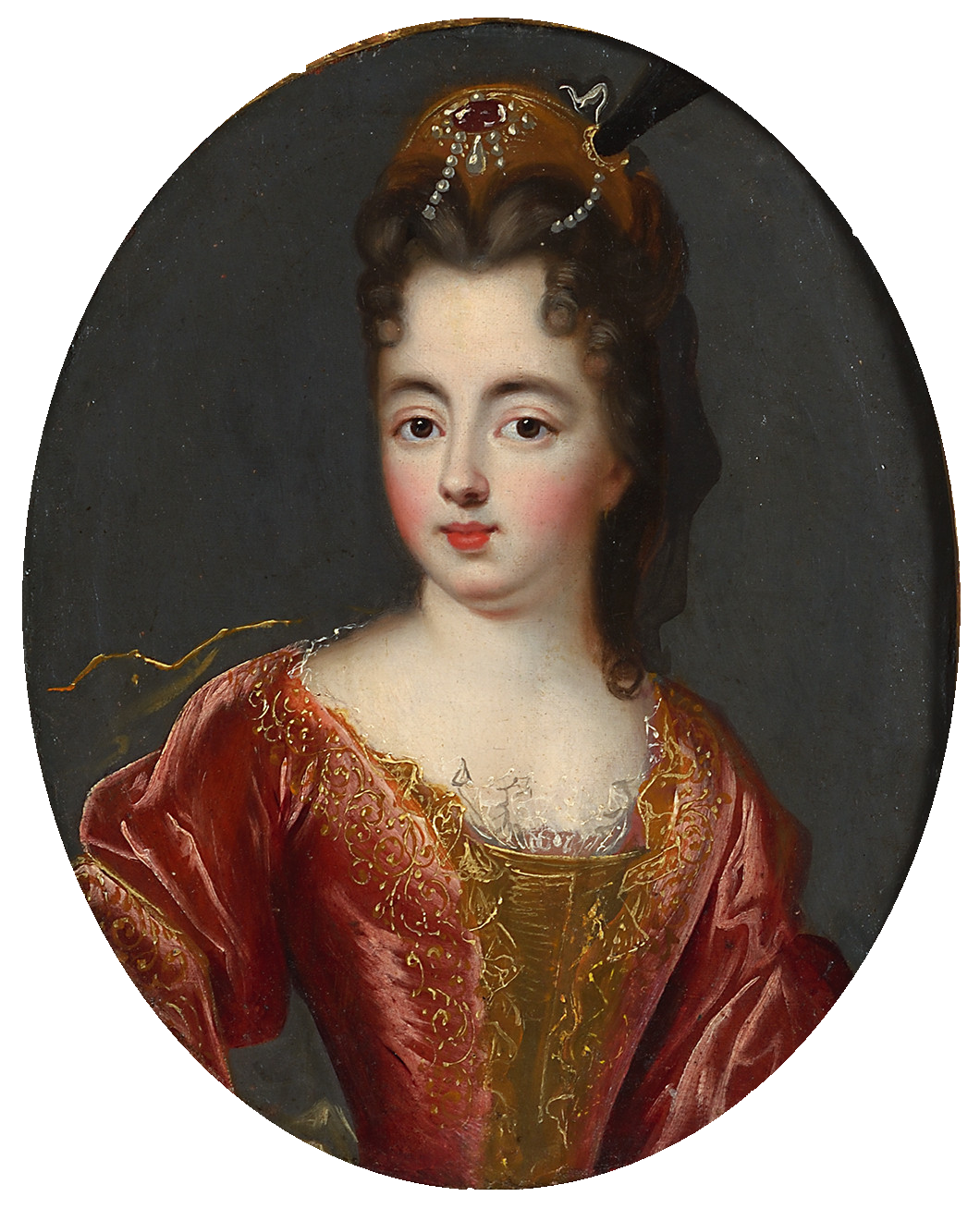
Louise Françoise de Bourbon, Ende 17. Jh.
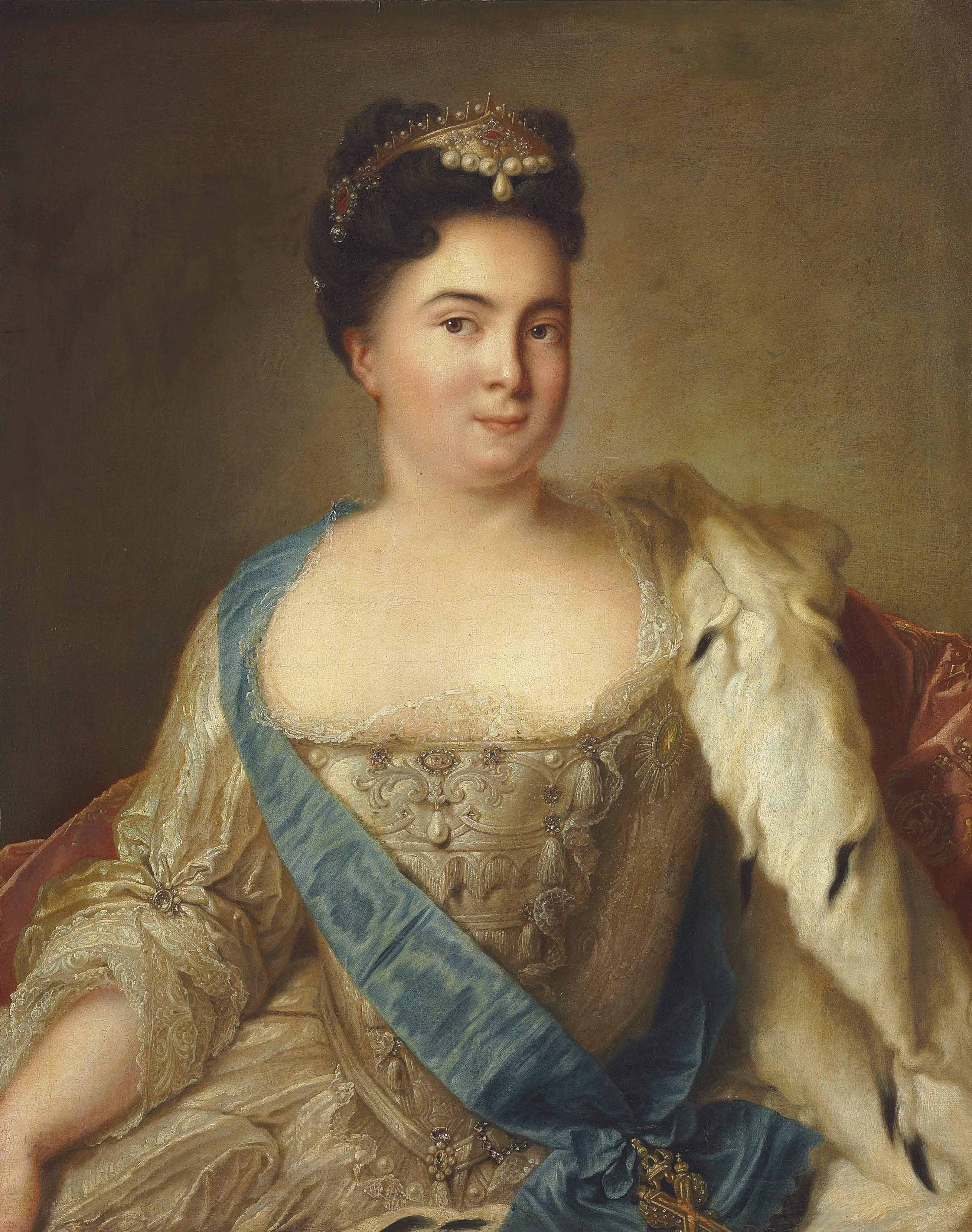
Jean Marc Nattier (Werkstatt?): Zarin Katharina I. von Russland (1684–1727), ca. 1717
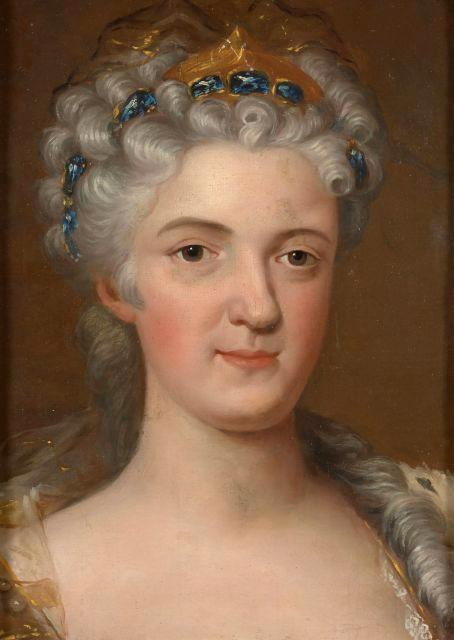
Jean-Baptiste van Loo: Maria Leszczyńska, Königin von Frankreich, ca. 1730–1735
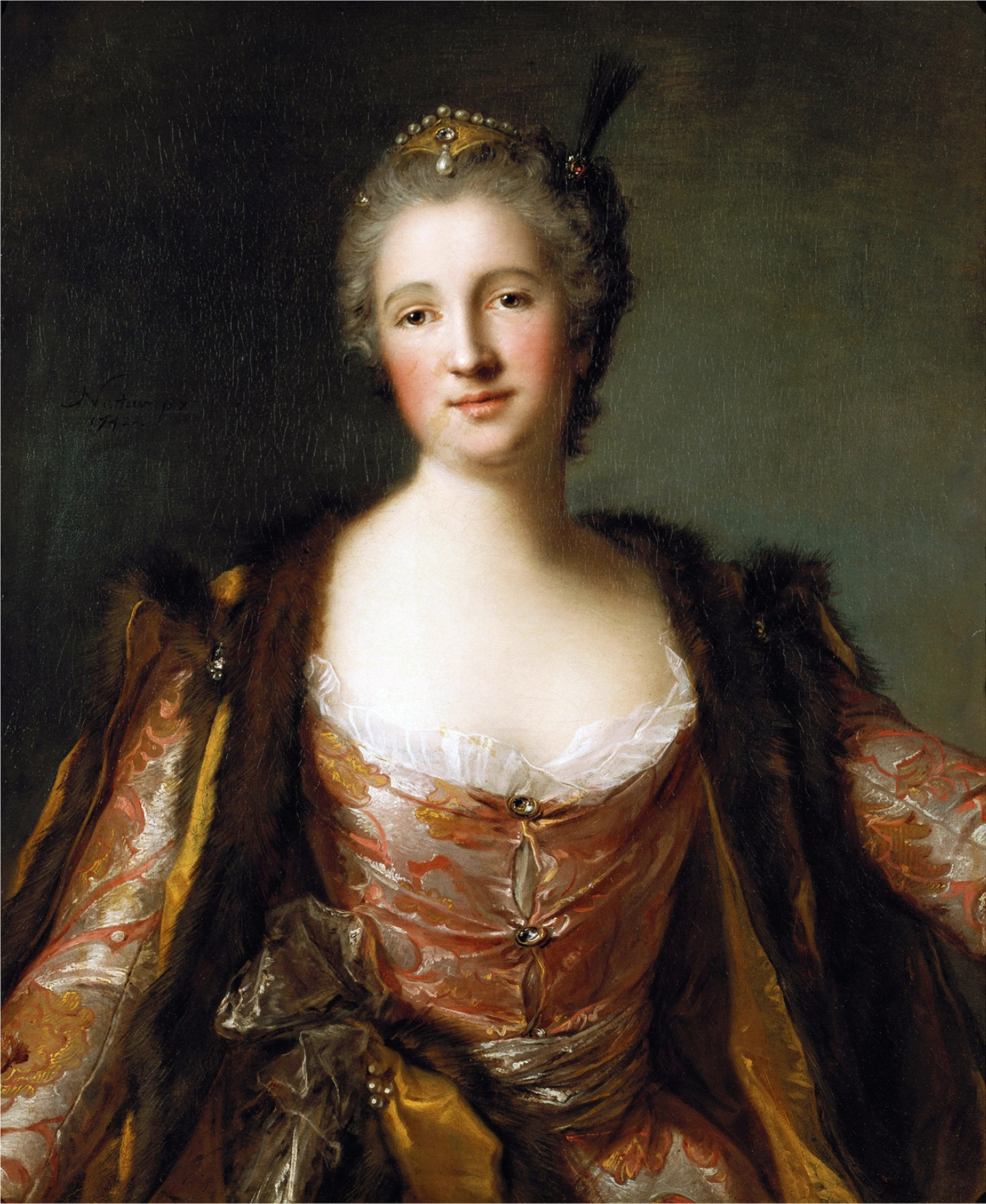
Jean Marc Nattier: Portrait der Théodore Elisabeth Catherine de Besenval, 1742
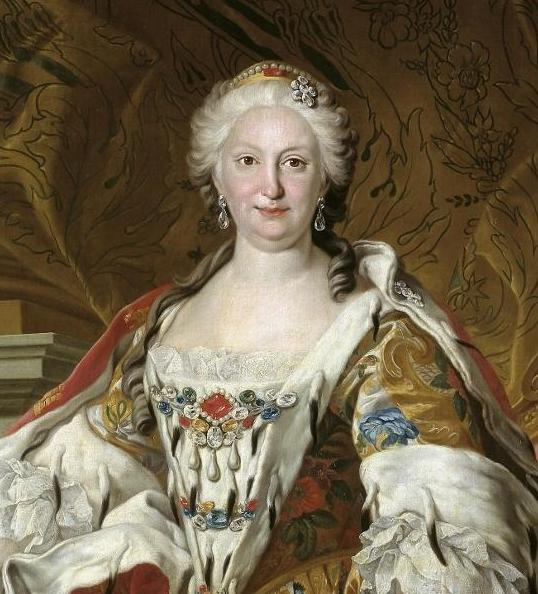
Louis-Michel van Loo: Elisabetta Farnese Königin von Spanien, ca. 1745 (Detail)
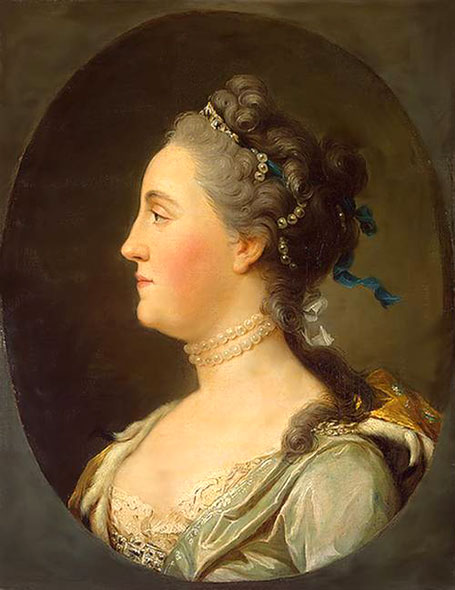
Vigilius Eriksen: Großherzogin Katharina Alexeyevna (spätere Katharina II.), 1762 (Eremitage)
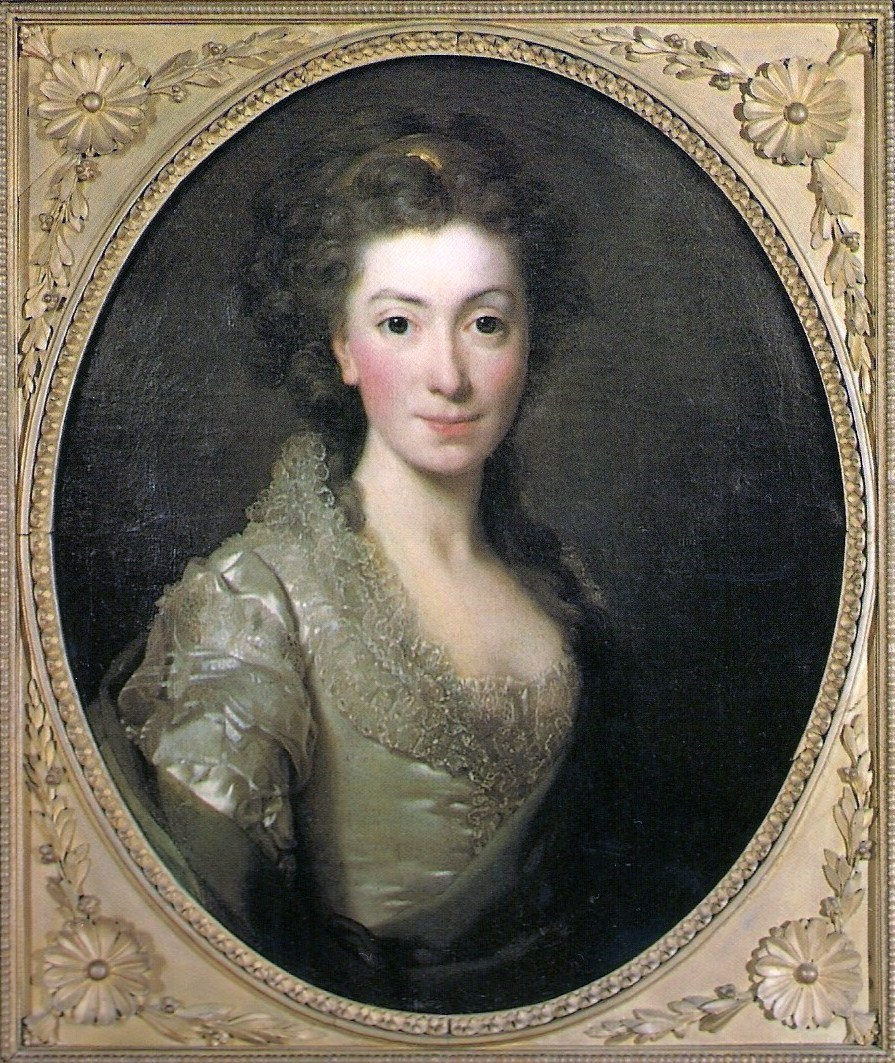
Alexander Roslin: Izabela Czartoryska, 1774 (Nationalmuseum Krakau)
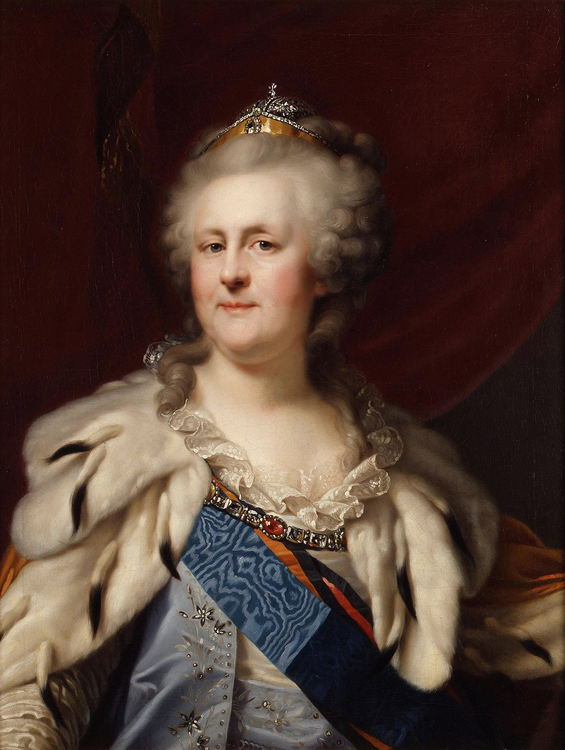
Johann Baptist Lampi: Katharina II. ‚die Große‘, ca. 1794. Goldenes Diadem und dahinter das Brillant-Krönchen mit Kreuz, das sie auf den meisten Bildern trägt (Deutsches Historisches Museum)

### 1800 bis Moderne
Seine größte Blütezeit erlebte das Diadem ab ca. 1800, als es im Zuge der griechisch antiken Mode des Empire zur Hoftoilette der Damen unter Napoleon gehörte – es wurde nun also auch von Hofdamen als Schmuck getragen. Allein Kaiserin Joséphine scheint eine ganze Kollektion besessen zu haben, denn es existieren viele Porträts, wo sie fast jedes Mal ein anderes Diadem trägt, und aus ihrem Besitz sind auch noch einige Stücke erhalten.

Im 19. und frühen 20. Jahrhundert entstanden für die Hocharistokratie sehr prächtige Diademe, die häufig reich mit Edelsteinen wie Diamanten, Smaragden, Saphiren u. a. besetzt wurden. Der Brillantschliff sorgte für glitzernde Pracht. Teilweise wurde auch versucht, dem Diadem betont weibliche Züge zu geben, entweder durch eher 'weibliche' Materialien wie Perlen oder Perlmutt, oder durch Blütenmuster und -formen. Diademe erreichten nun oft erhebliche Dimensionen, die sie zu einer typisch weiblichen Krone werden ließen – allerdings ohne direkt in Krönungszeremonien verwendet zu werden (als zusätzlicher Schmuck aber sehr wohl).

Diademe 1800-1918
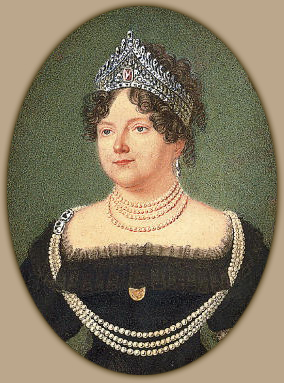
J. H. Benner: Zarin Maria Feodorovna mit rosa Diamanten-Diadem (Privatsammlung)
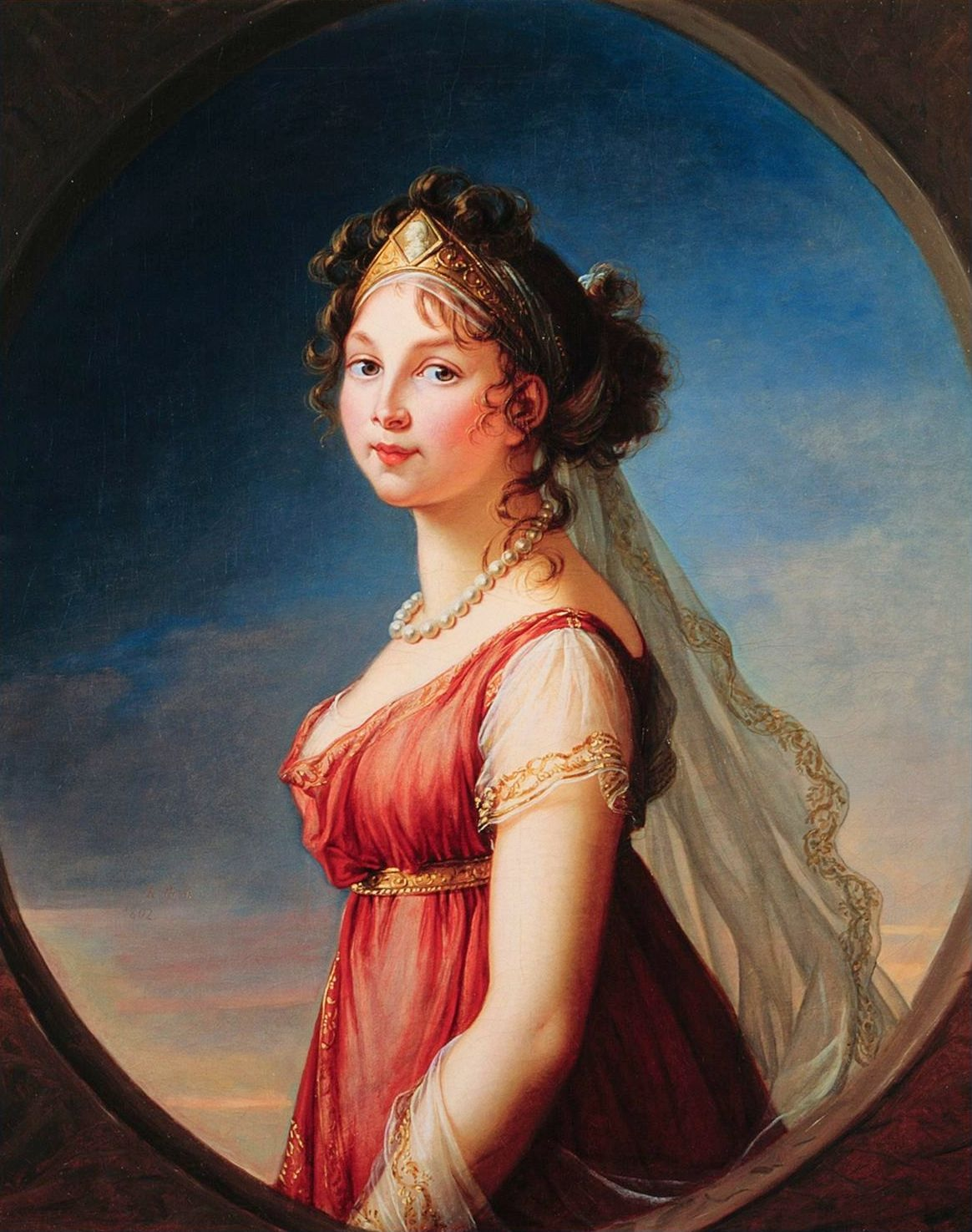
Élisabeth Vigée-Lebrun: Königin Luise von Preußen, 1802
Robert Lefevre: Kaiserin Joséphine, ca. 1805
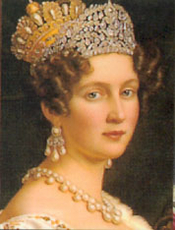
Joseph Karl Stieler: Therese von Sachsen-Hildburghausen, Königin von Bayern, 1826
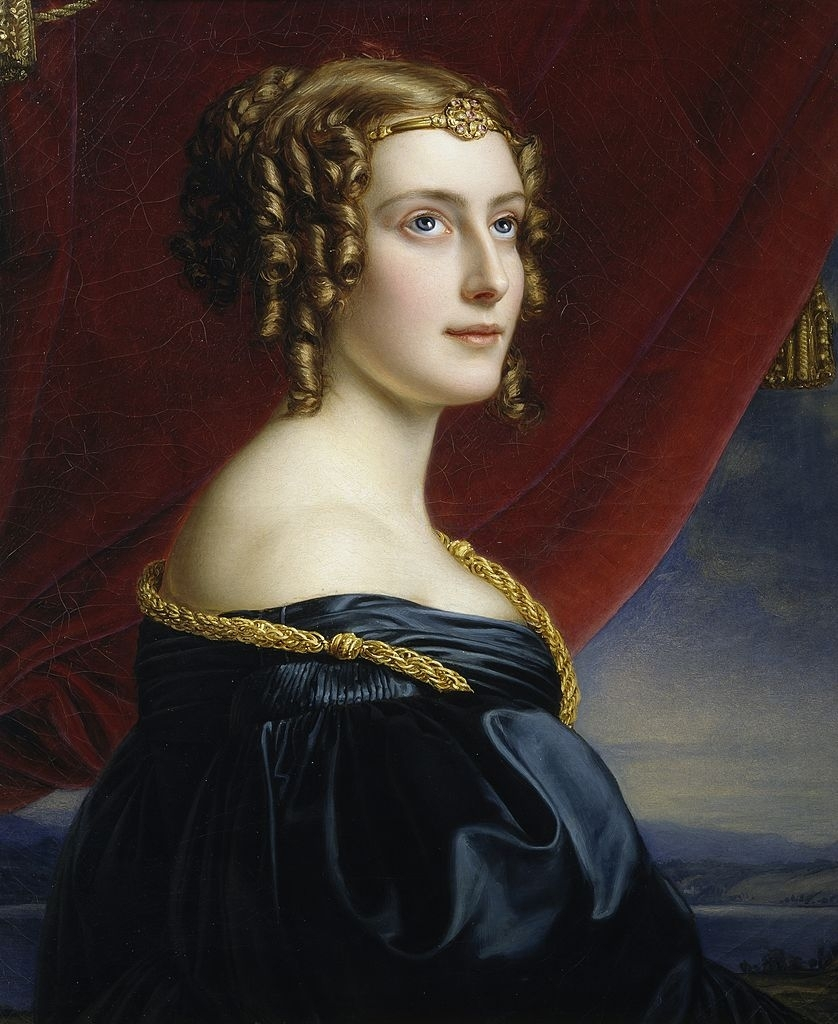
Joseph Karl Stieler: Jane Digby, 1831 (Schönheitengalerie Ludwigs I.)
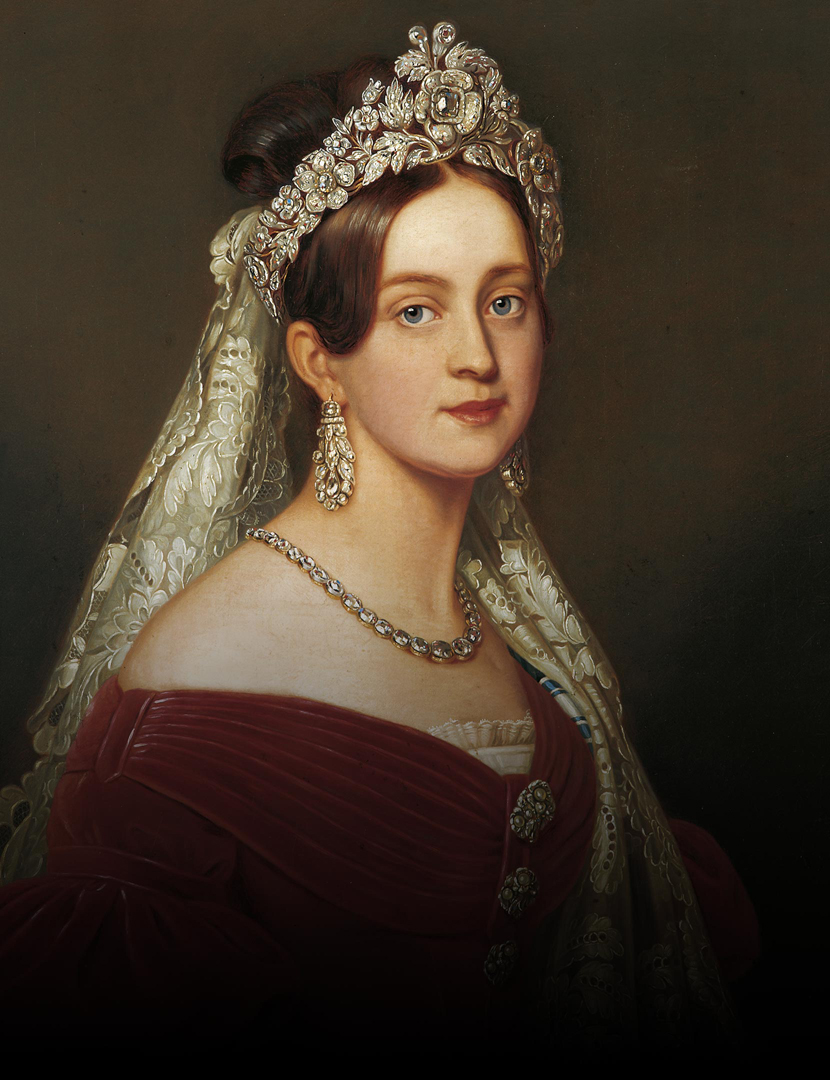
Joseph Karl Stieler: Herzogin Marie Frederike Amalie von Oldenburg, Königin von Griechenland, ca. 1836
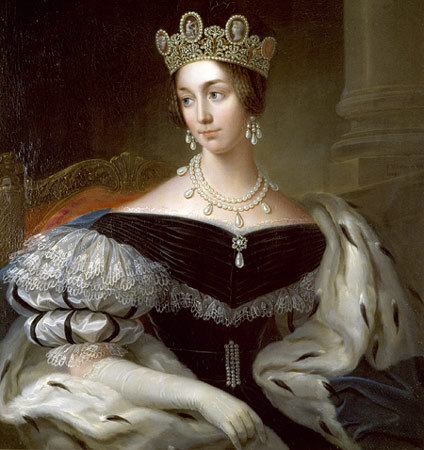
Fredric Westin: Königin Josephine von Schweden & Norwegen mit dem schwedischen Kameendiadem, 1837
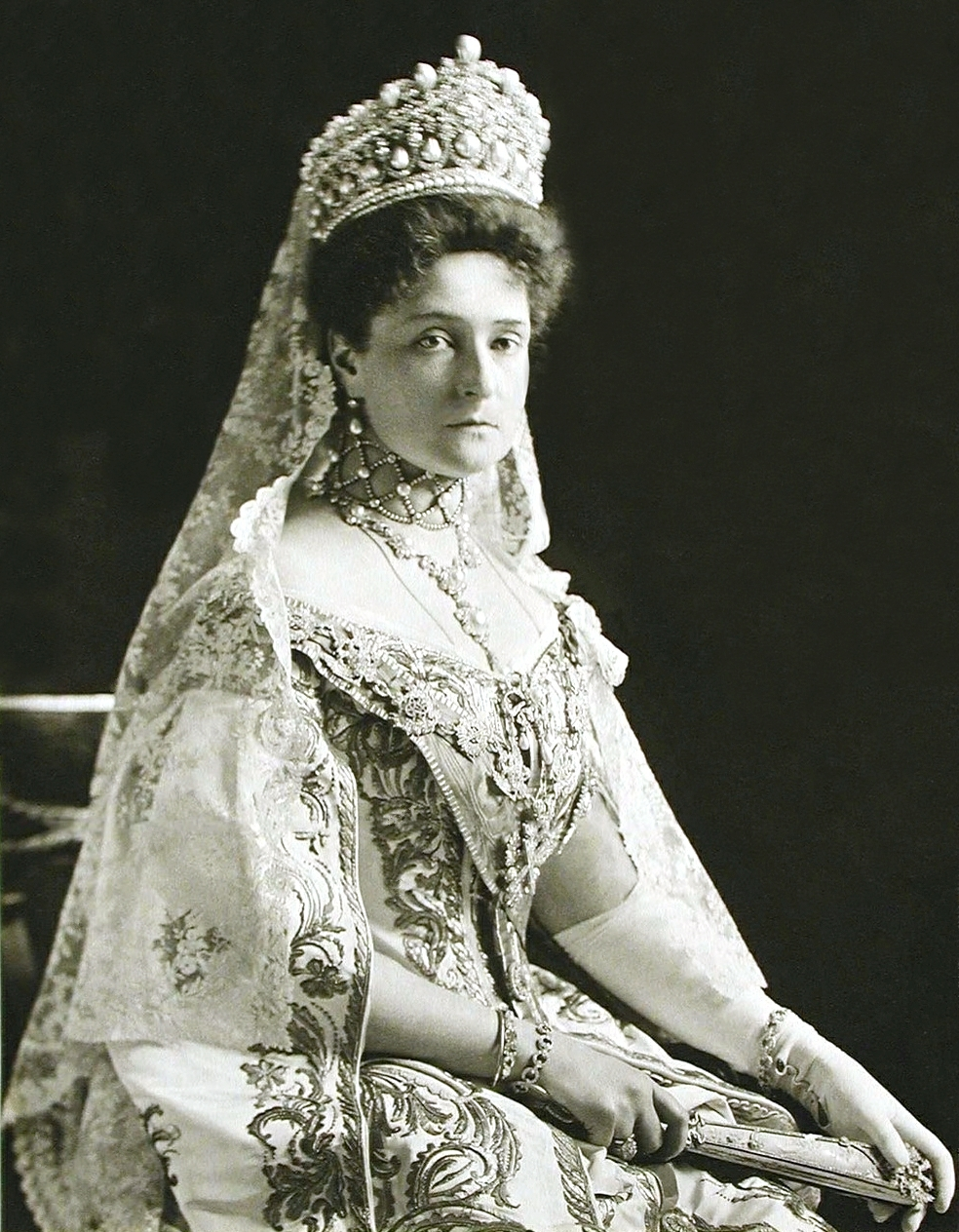
Alexandra Fjodorowna, letzte Zarin von Russland, 1908

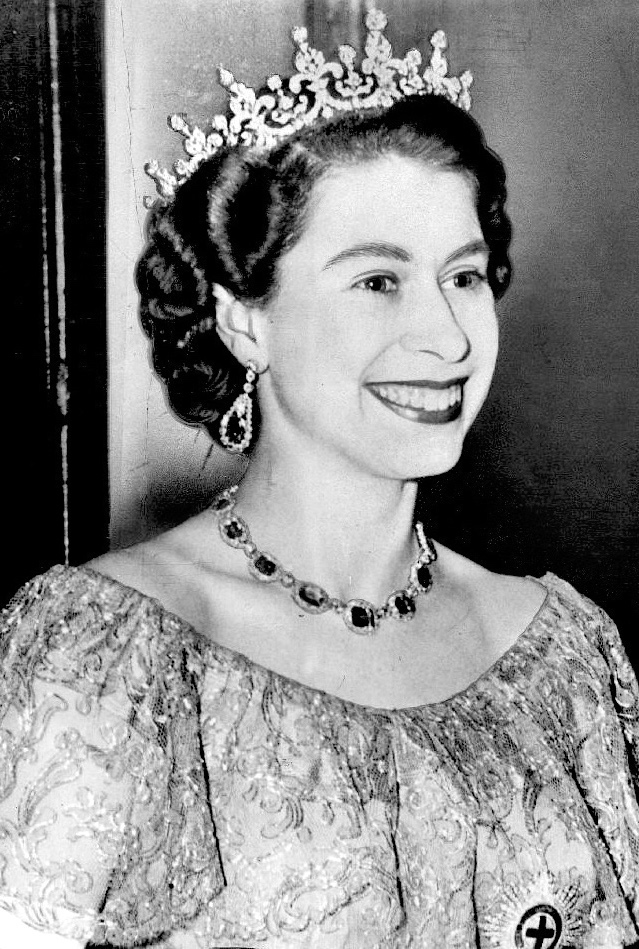
Königin Elisabeth II. 1953, Das Diadem war 1893 ein Geschenk der „Mädchen von Großbritannien und Irland“ an Mary von Teck.

Viele dieser besonders wertvollen Exemplare sind auch heute noch erhalten (Stand 2022) und werden von Königinnen und anderen weiblichen Mitgliedern der Herrscherhäuser diverser Länder immer noch bei entsprechenden Anlässen getragen. Beispielsweise das schwedische Kameen-Diadem, das seit dem frühen 19. Jahrhundert von schwedischen Prinzessinnen und Königinnen bei ihrer Hochzeit getragen wird, zuletzt 1976 von Königin Silvia und 2010 von Victoria von Schweden. In den 1920er Jahren 'rutschte' das Diadem entsprechend der damaligen Mode weit nach unten, und wurde direkt auf der Stirn über den Augenbrauen getragen. Aber schon seit den 1930er Jahren trug man es wieder auf dem Kopf. Auch im 20. Jahrhundert entstanden noch sehr luxuriöse Kreationen, nicht zuletzt auch in außereuropäischen Ländern (Orient).

Diademe 20. und 21. Jahrhundert
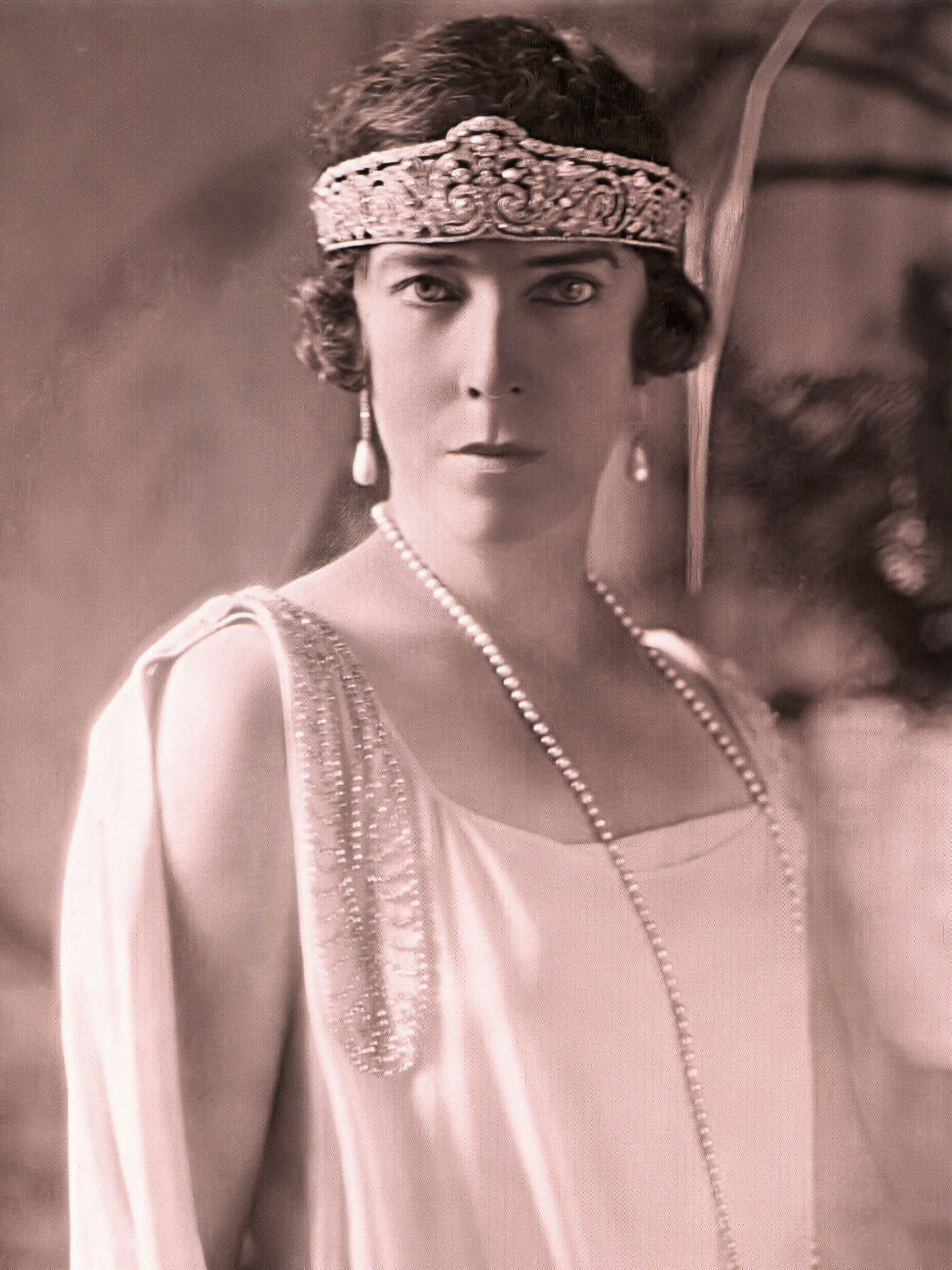
Königin Elisabeth von Belgien mit Diadem in den 1920er Jahren.
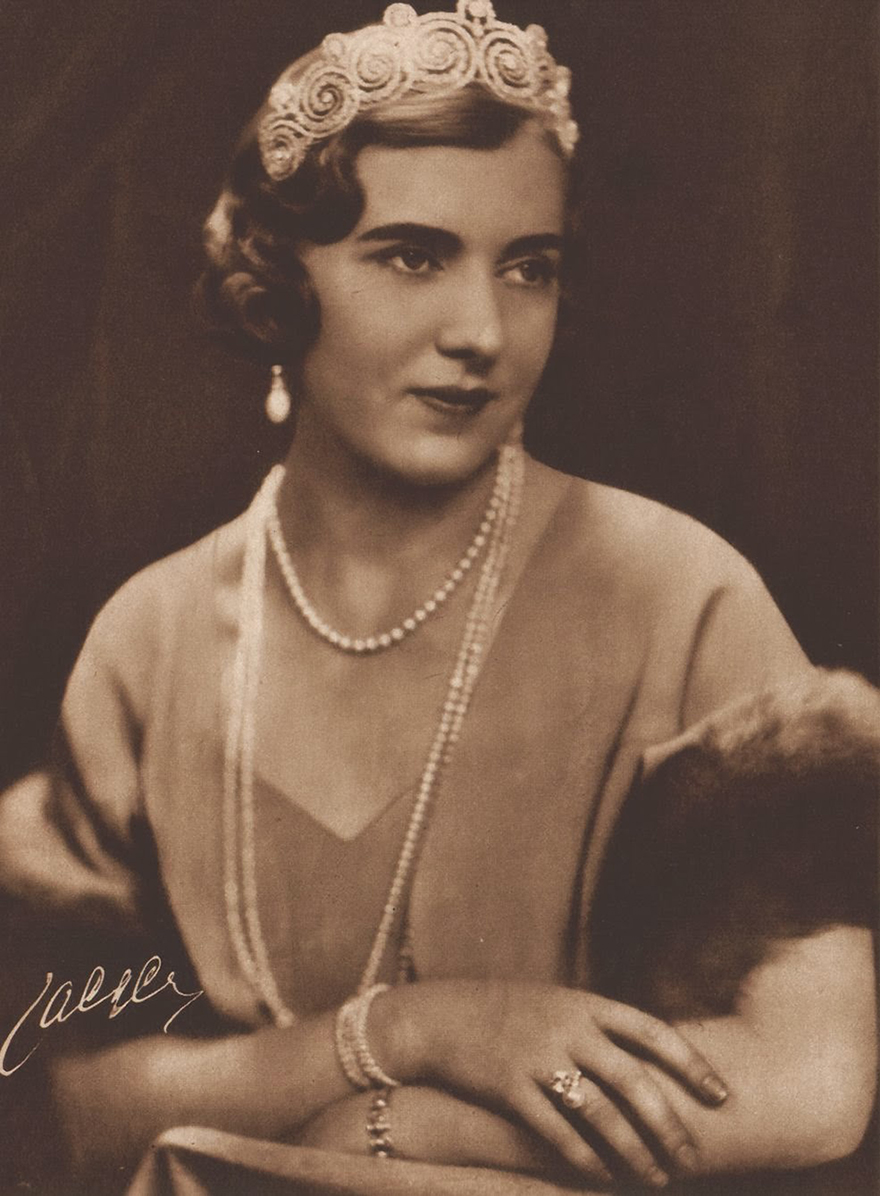
Ingrid, Königin von Dänemark mit dem 'Khedive of Egypt'-Diadem von Cartier
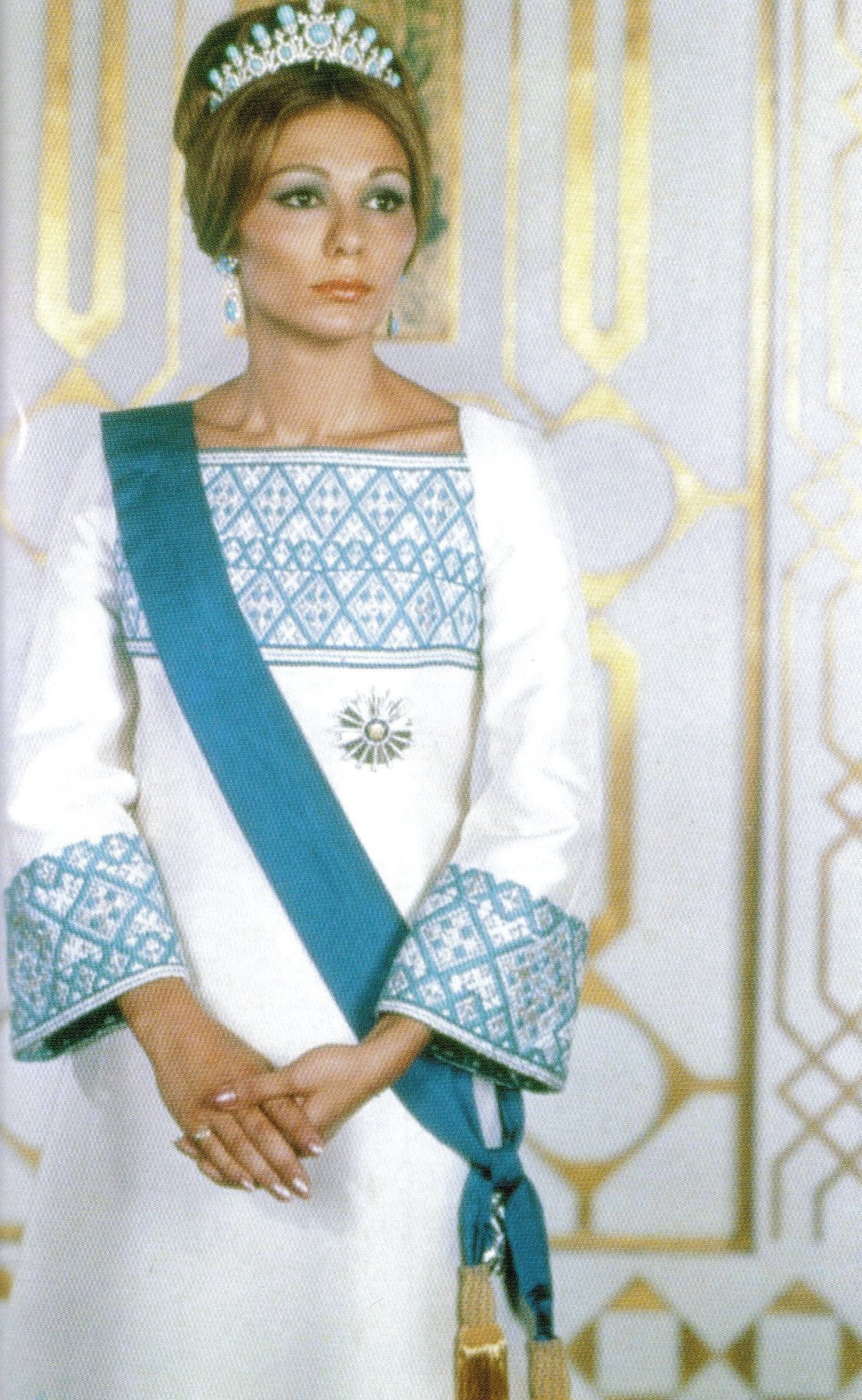
Farah Pahlavi von Persien, 1972. Diadem mit Türkisen und Diamanten, passend zur Robe.
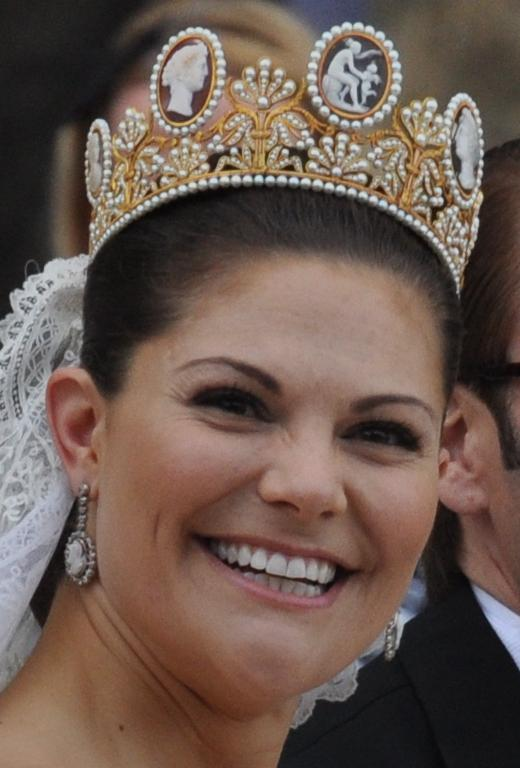
Victoria von Schweden mit dem schwedischen Kameen-Diadem bei ihrer Hochzeit, Stockholm 2010

Obwohl nach dem Ersten Weltkrieg mehrere Monarchien untergingen (u. a. in Deutschland und Österreich), und auch wenn für die europäischen Monarchien wohl keine derart luxuriösen Stücke mehr kreiert werden wie einst, ist das Diadem in einfacherer Form in der heutigen Zeit nach wie vor aktuell. Gelegentlich wird es bei Hochzeiten von der Braut als Schmuck getragen oder von jungen Mädchen, die sich anlässlich eines Balles besonders schmücken möchten, traditionell ist dies z. B. bei den Debütantinnen des Wiener Opernballs üblich. Auch Schönheitsköniginnen und Karnevalsprinzessinen werden oft mit einem Diadem gekrönt, allerdings aus einfacheren Materialien als die großen Vorbilder.
Als reines Schmuckstück findet das Diadem auch noch Anklang in muslimischen Bevölkerungsgruppen.

## Bedeutende Diademe (Auswahl)

Diademe
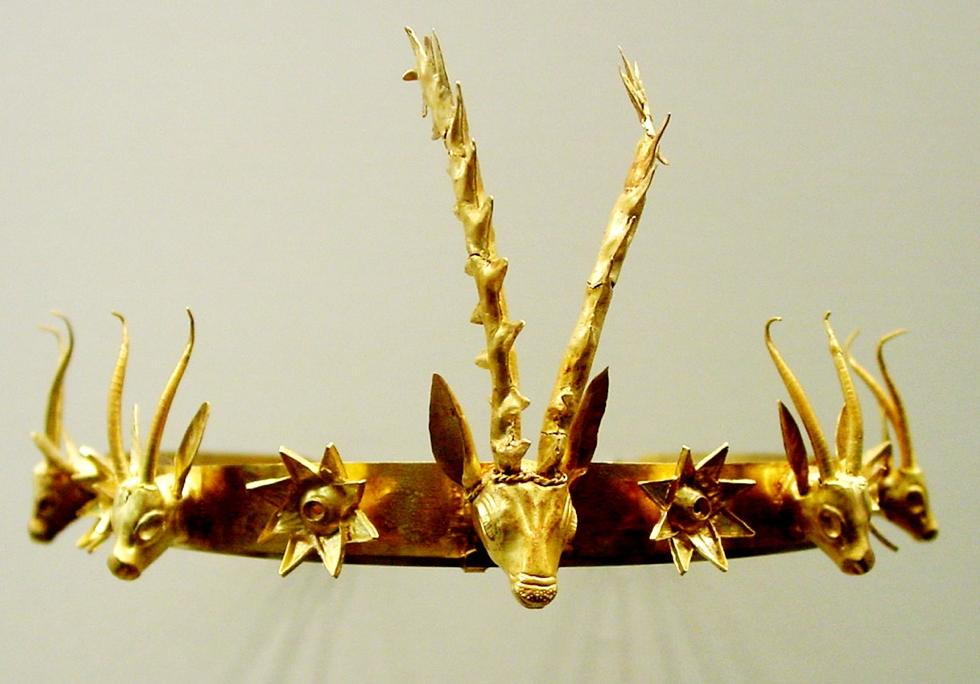
Reif oder Diadem einer unbekannten ägyptischen Prinzessin oder Königin, aus Elektron; geschmückt mit Gazellenköpfen, 18. Dynastie, Höhe: 8,5 cm. Aus Salhiya im östlichen Delta (nahe Avaris) (Metropolitan Museum of Art, New York)
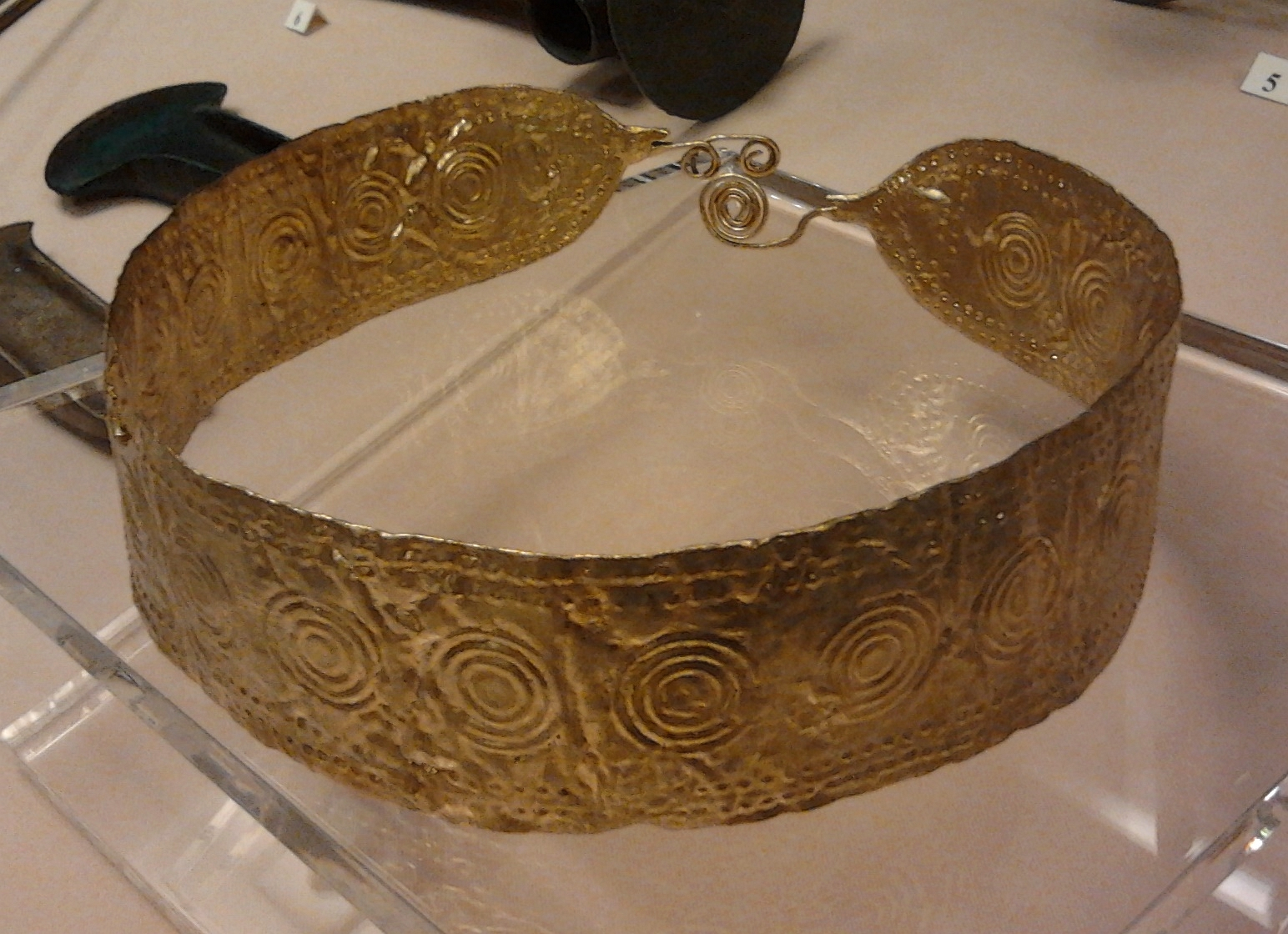
Goldenes Diadem aus Sichów (Schlesien/Polen), ca. 900 – 700 v. Chr. (original; Archäologisches Museum Warschau)
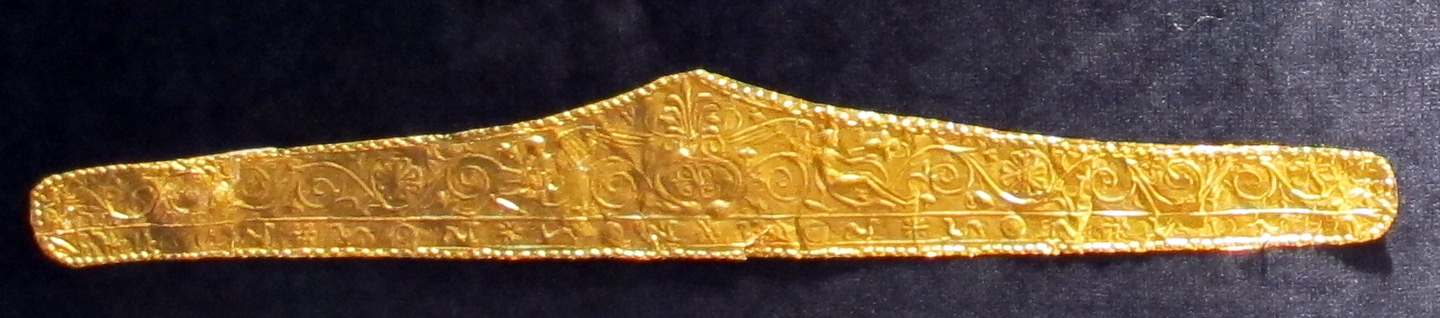
Hellenistisches Gold-Diadem aus der Nekropolis in Izmir, ca. 3. bis 4. Jahrhundert vor Chr.
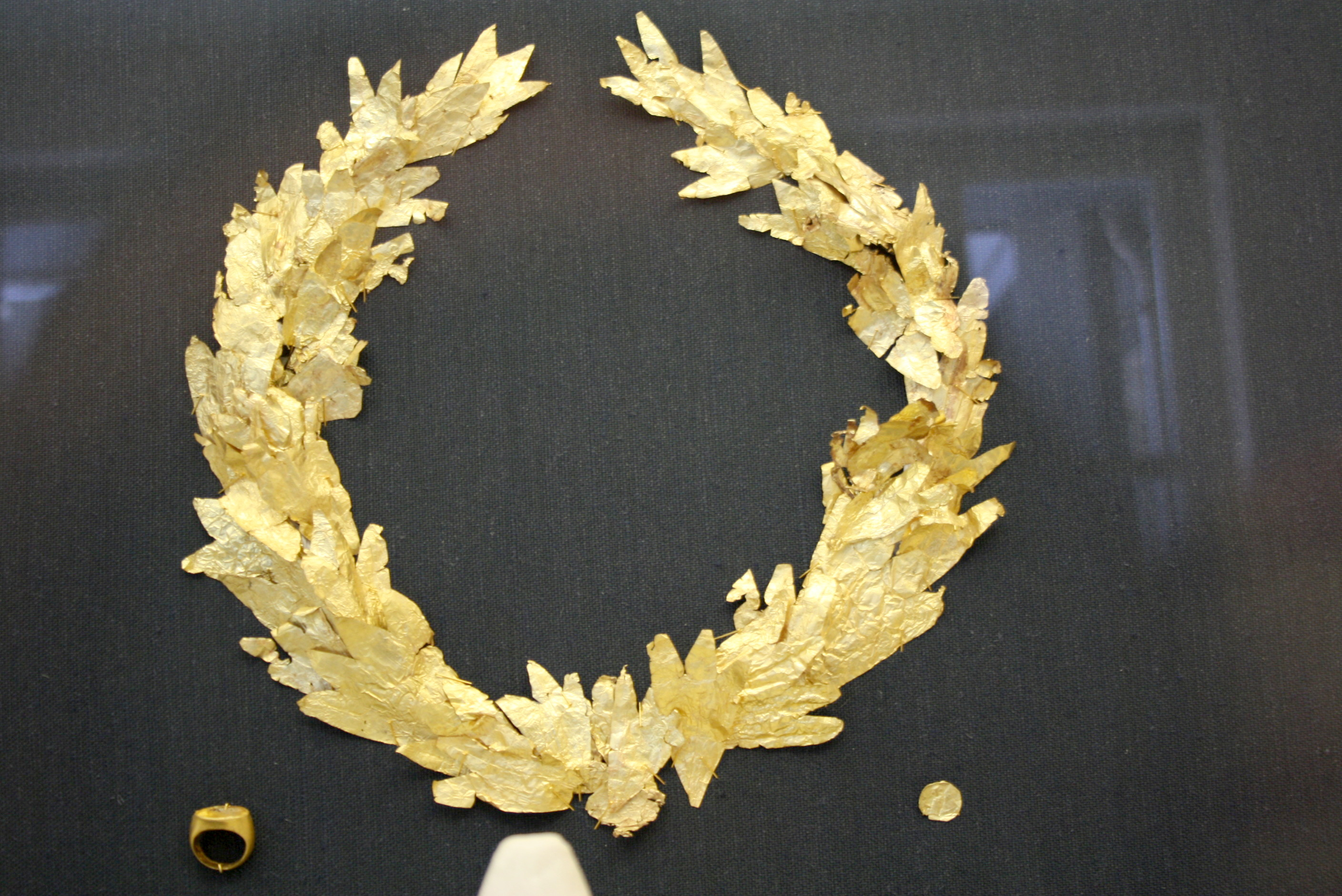
Goldener Kranz, hellenistisch (Keramikos Museum, Athen)
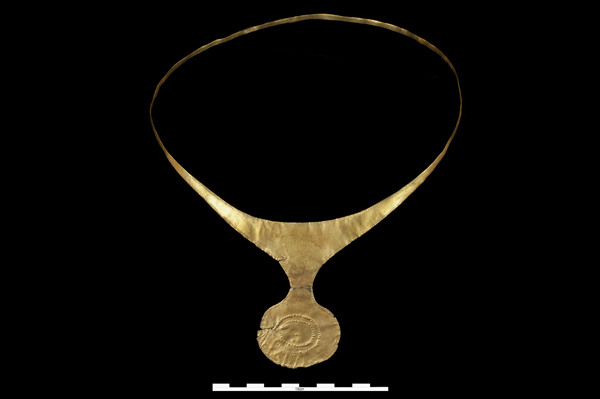
Bronzezeitliches Golddiadem von Caravaca de la Cruz, Spanien
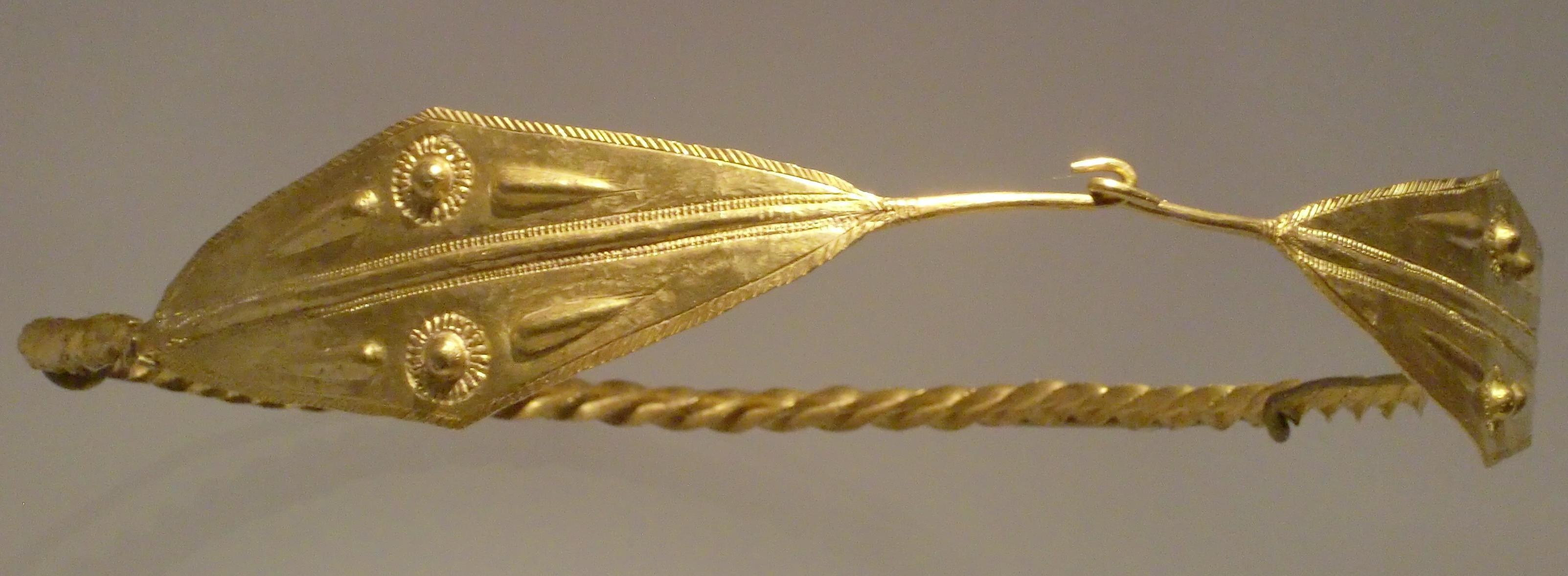
Antikes Gold Diadem aus Kolchis (Georgisches National Museum)
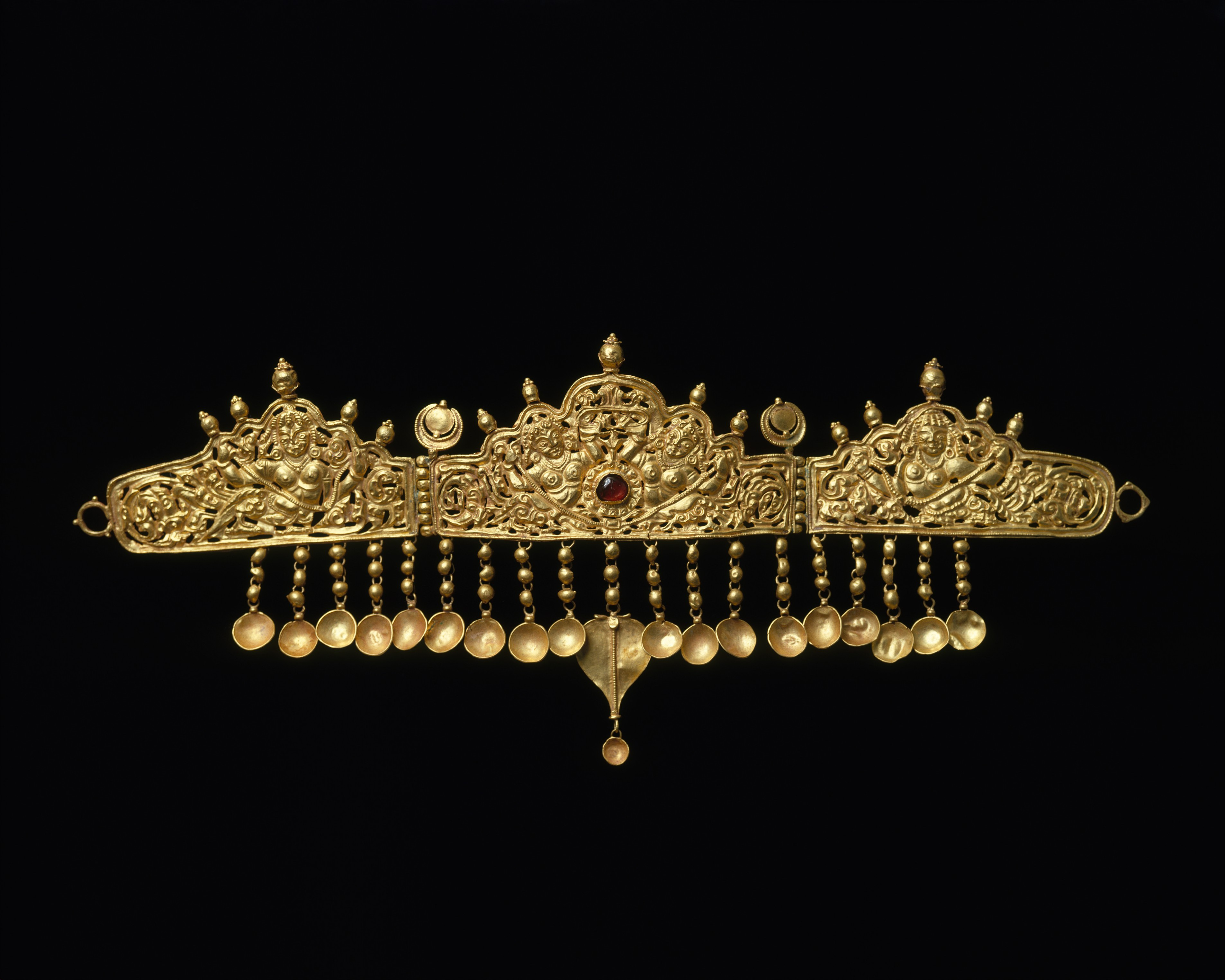
Altindisches Diadem, Altes Königreich von Kaschmir (Jammu & Kaschmir), 9.–10. Jahrhundert
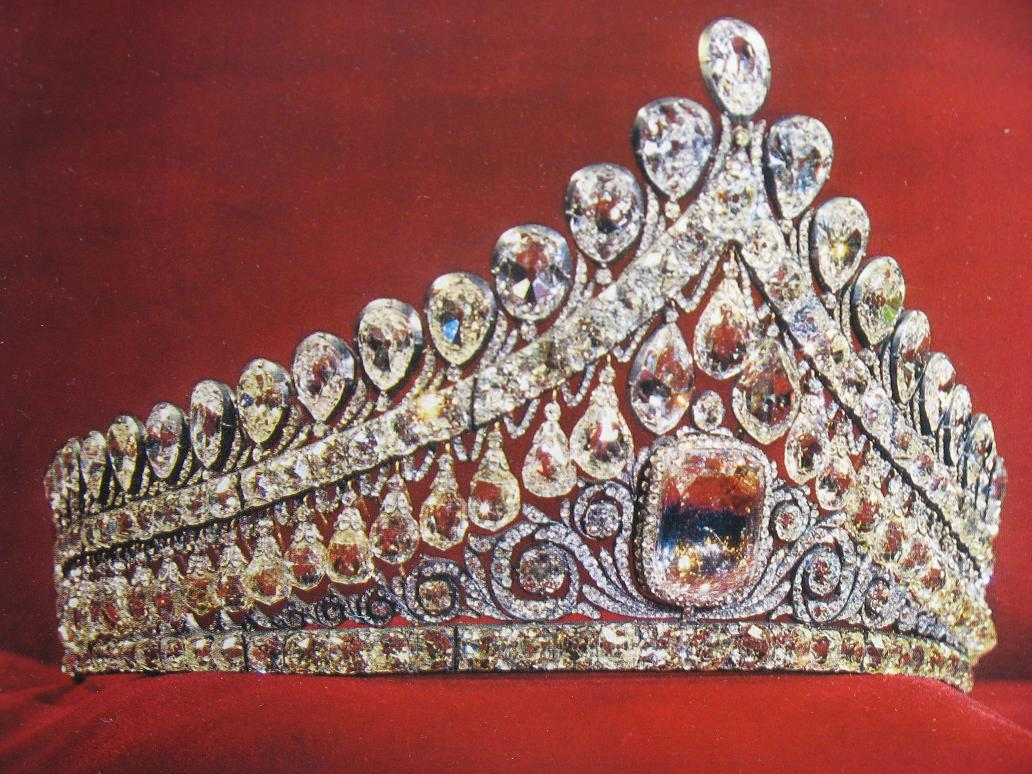
„Rosa Diamanten-Diadem“, gemacht für Zarin Maria Feodorovna um 1800, besetzt mit 1386 brasilianischen Diamanten und alten indischen 'briolets', in der Mitte der rosa Diamant von 13 Karat
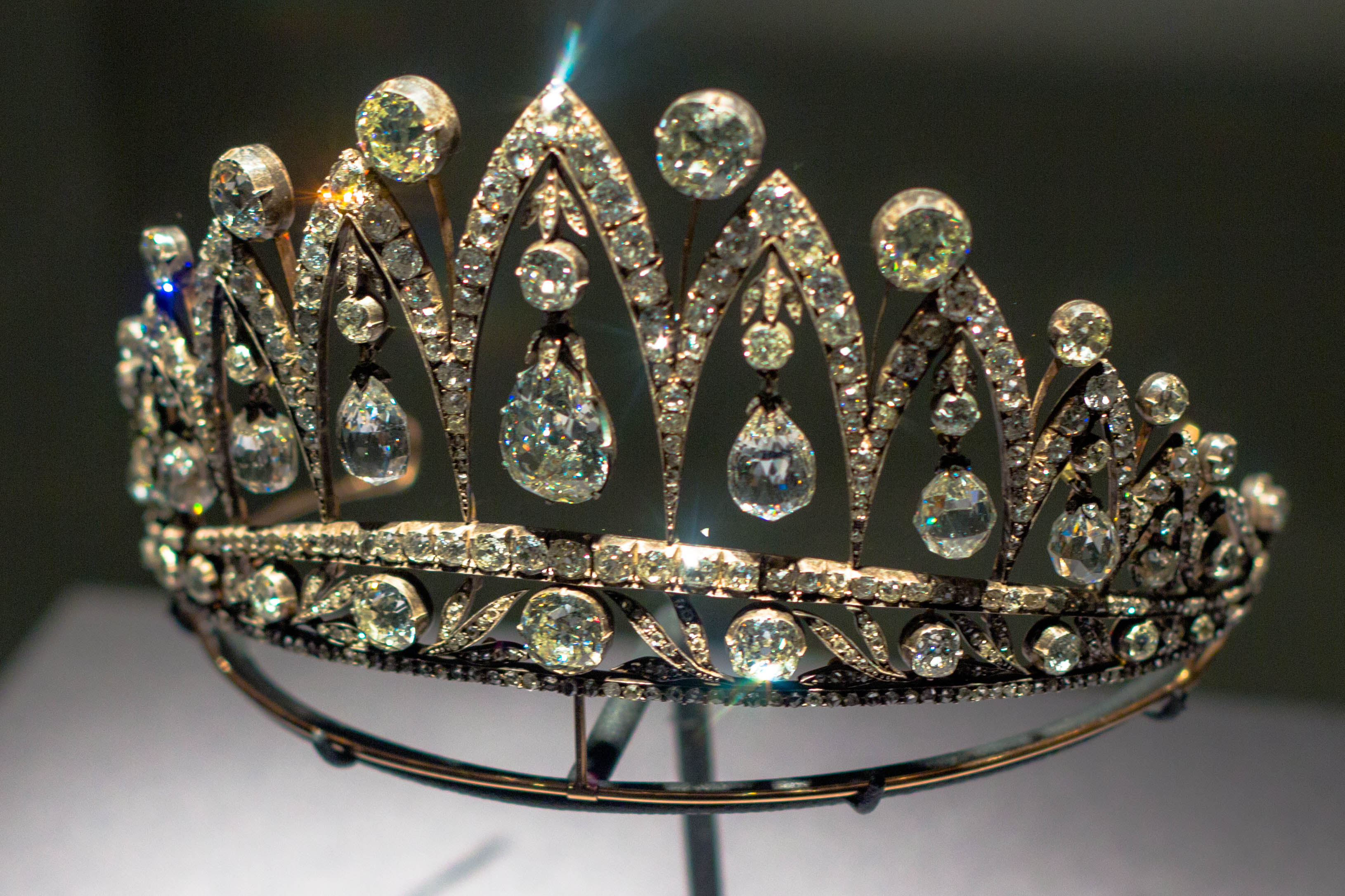
Diadem der Kaiserin Joséphine (Fabergé Collection, Virginia Museum of Fine Art, Richmond, Virginia)
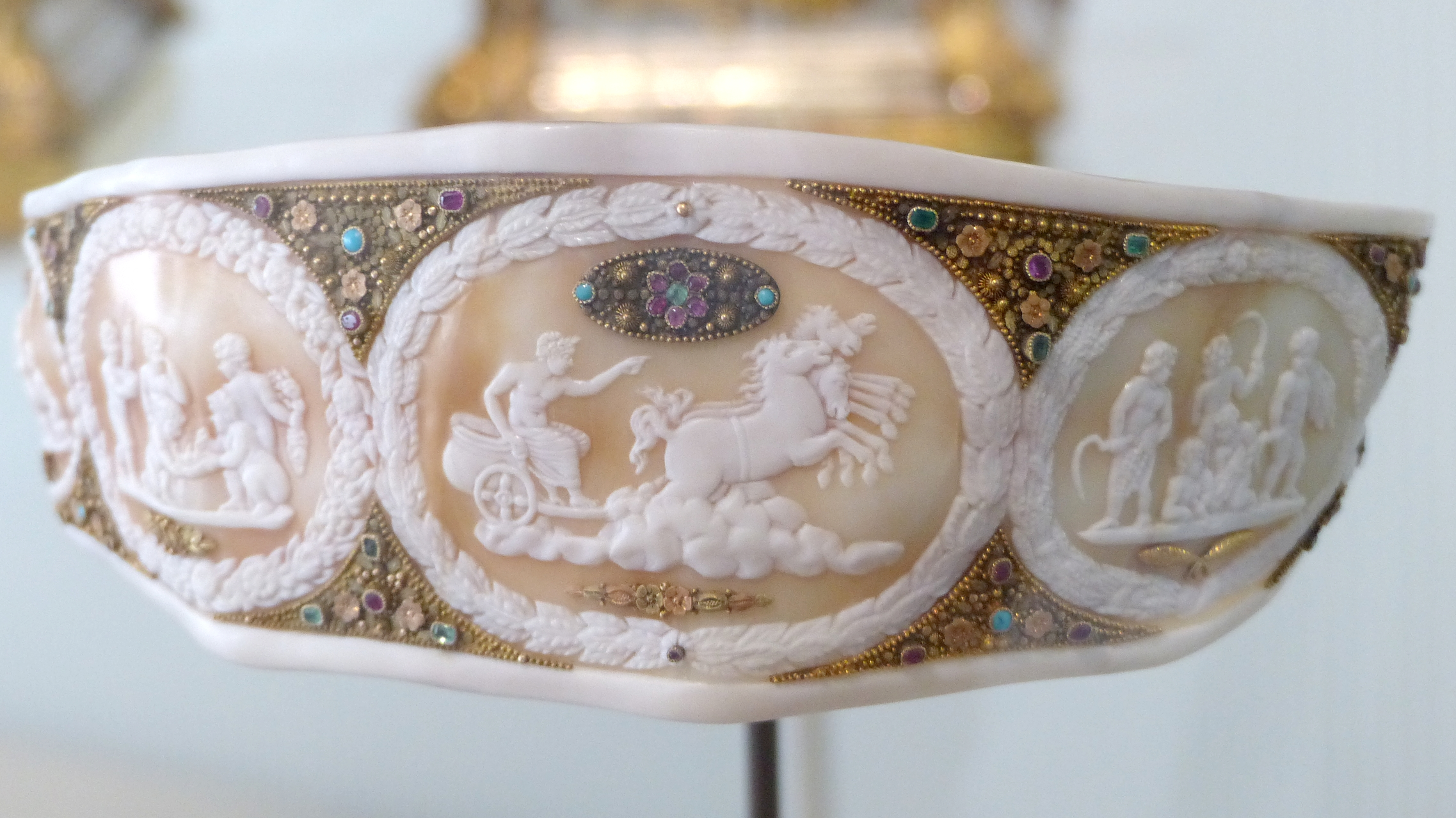
Diadem der Kaiserin Joséphine mit 5 Kameen, Perlmutt, Gold, Perlen, farbigen Steinen, Geschenk von General Murat (Musée Masséna, Nizza)
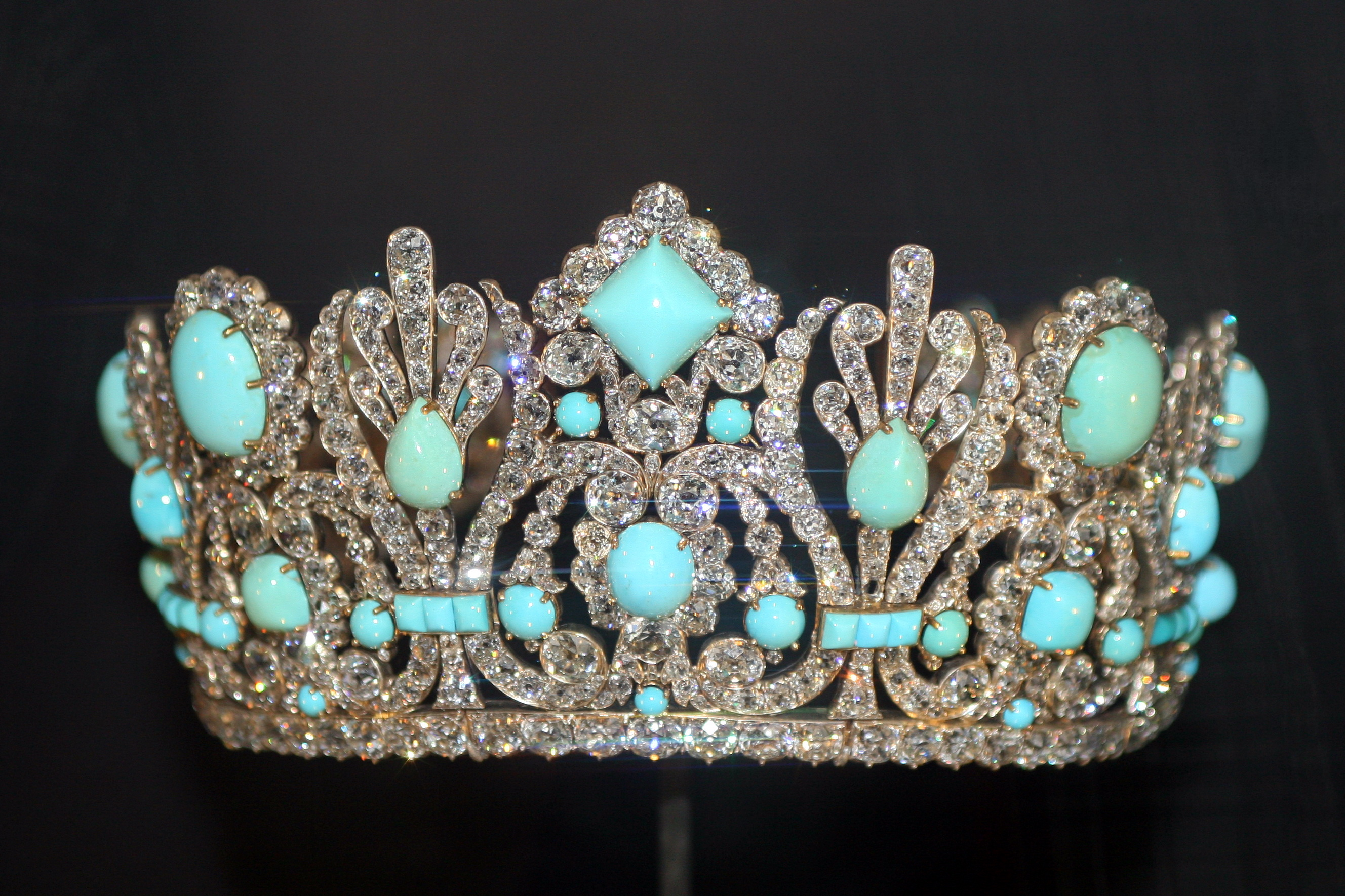
Diadem der Marie-Louise von Österreich, Kaiserin von Frankreich, Hochzeitsgeschenk von Napoléon 1810. Von Étienne Nitot et Fils, Paris. Ursprünglich mit Smaragden besetzt, die 1956–1962 durch Türkise ersetzt wurden von Van Cleef & Arpels.
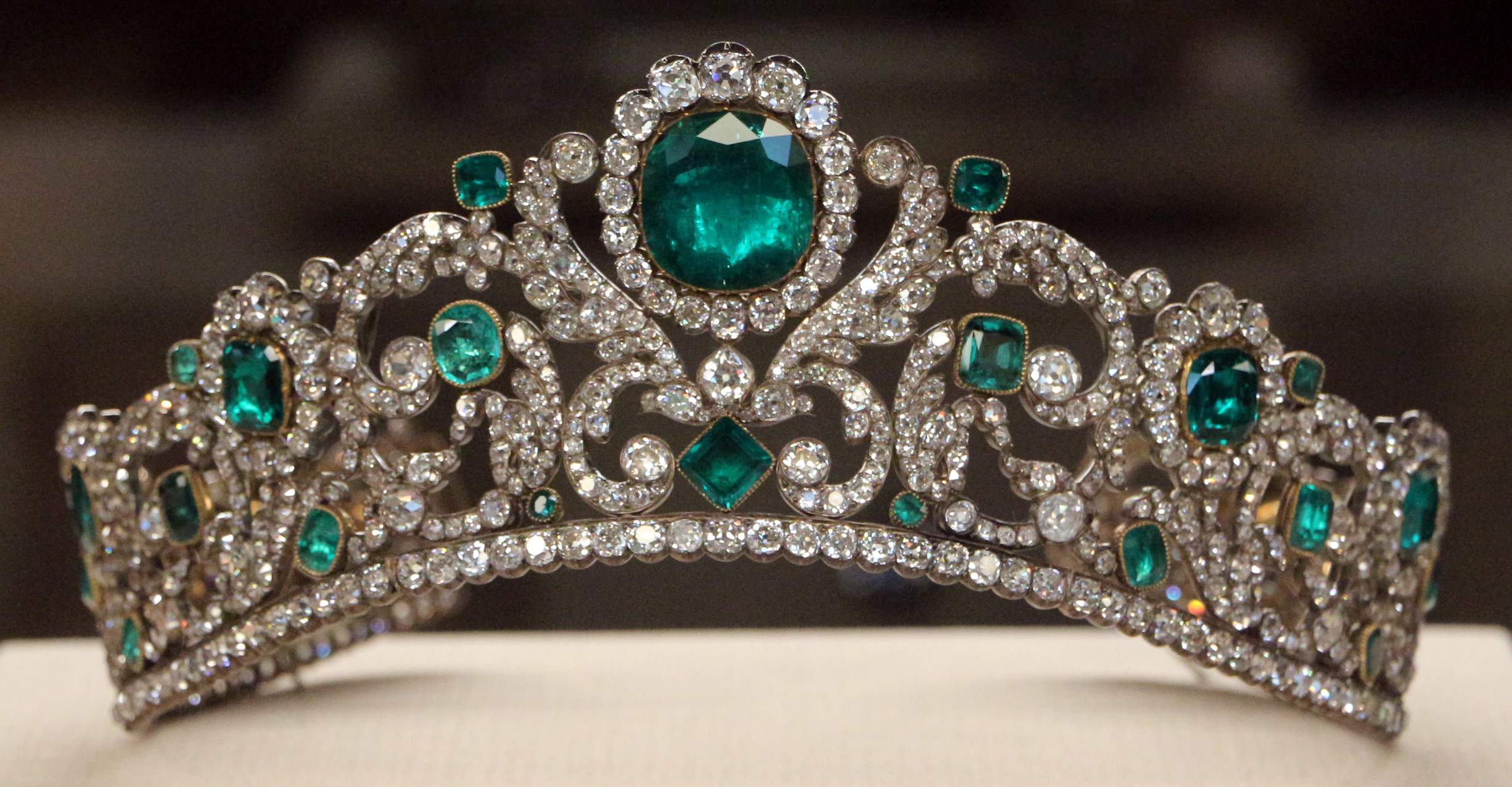
Diadem der Marie Thérèse de France, Duchesse d’Angouleme, mit Smaragden, Diamanten, Gold und Silber, von Évrard und Frédéric Bapst, Paris 1819–1820 (Kronjuwelen Frankreichs, Galerie d’Apollon, Louvre)
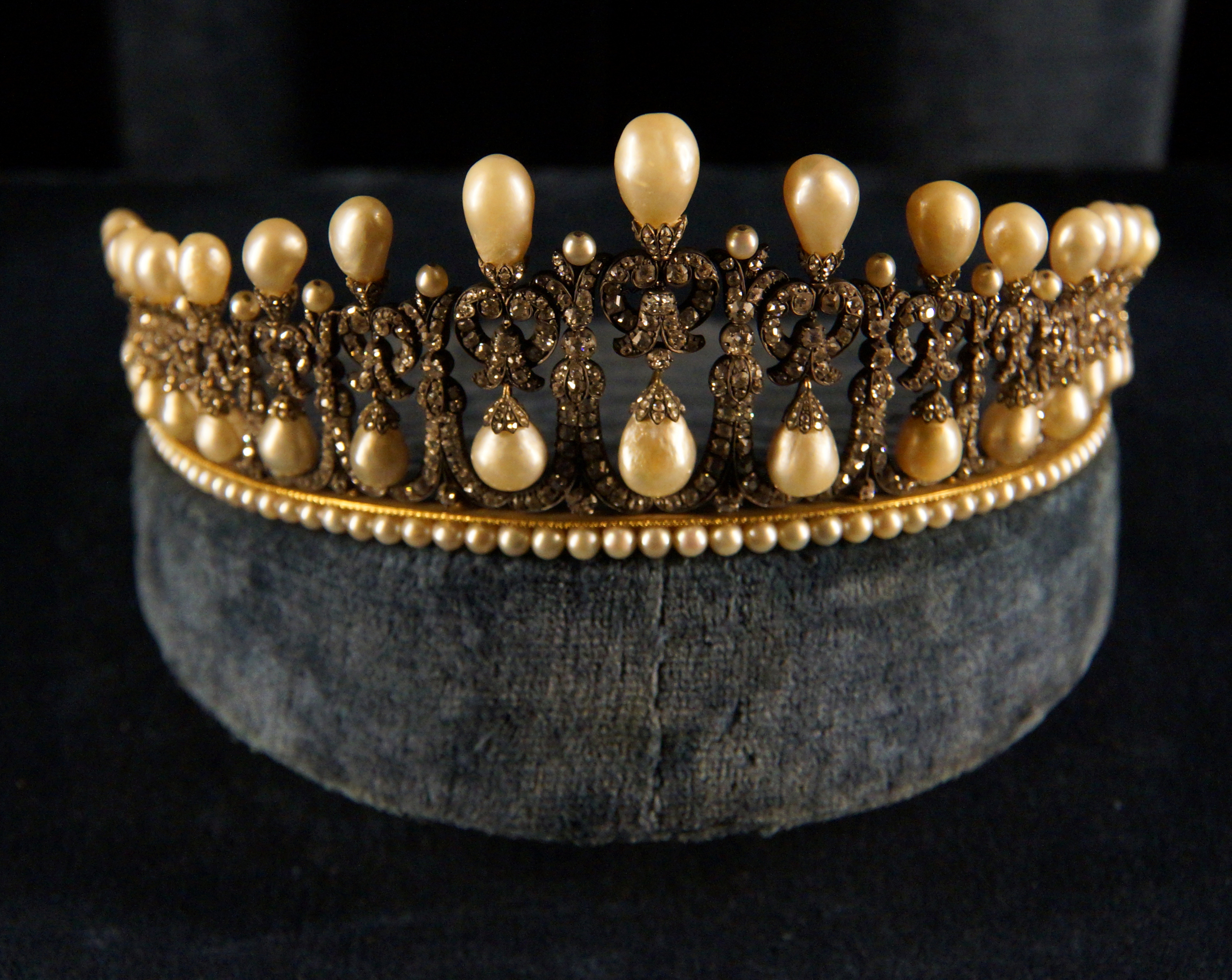
Perlendiadem der bayrischen Königin, sog. „Liebesknoten“-Diadem (Münchner Residenz, Schatzkammer)
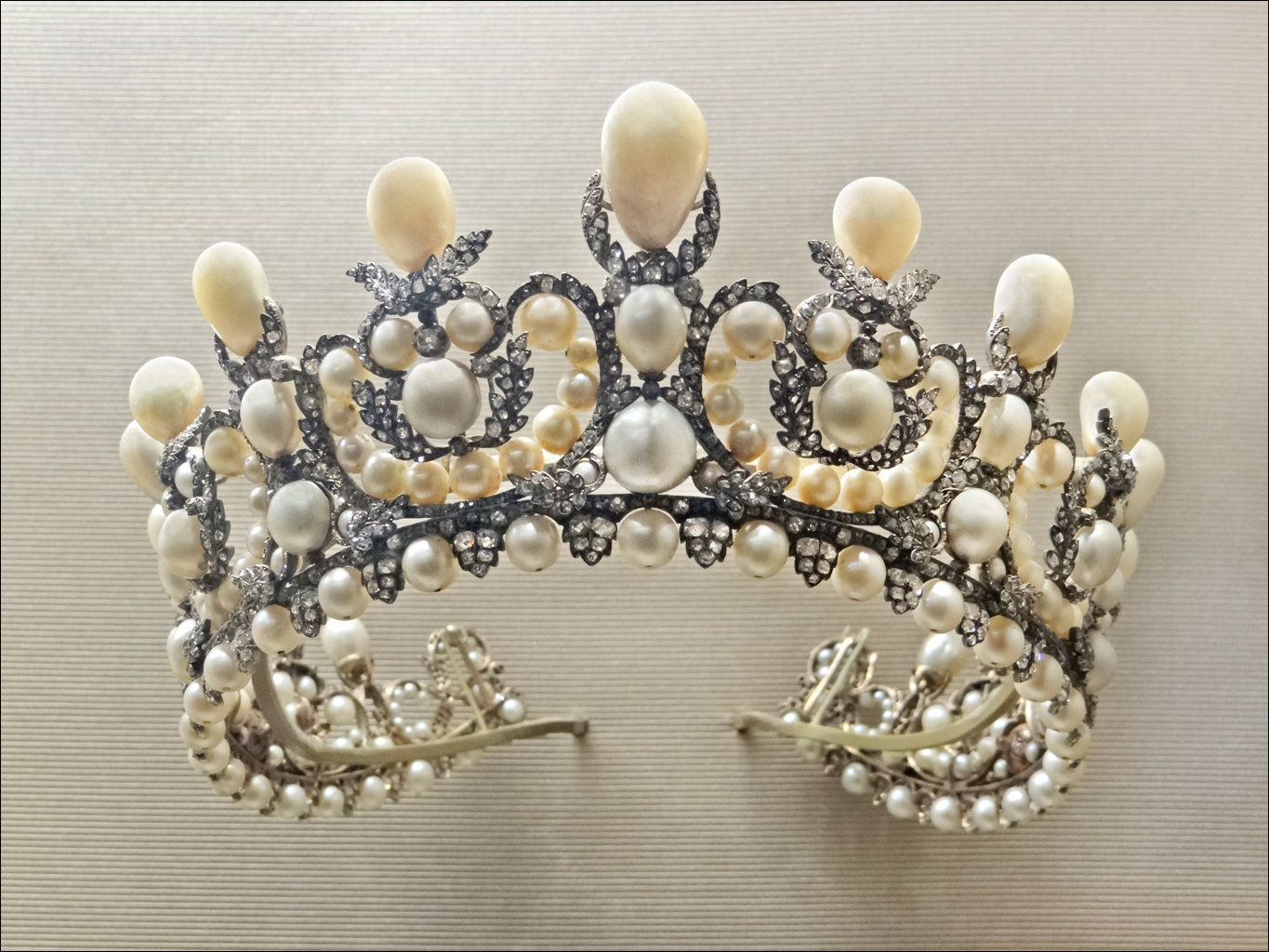
Perlen und Diamanten-Diadem der Kaiserin Eugénie, geschaffen zu ihrer Hochzeit mit Napoléon III., am 29. Januar 1853. 212 Perlen und 1998 kleine Diamanten in einer Fassung aus vergoldetem Silber (Galerie d’Apollon, Louvre)
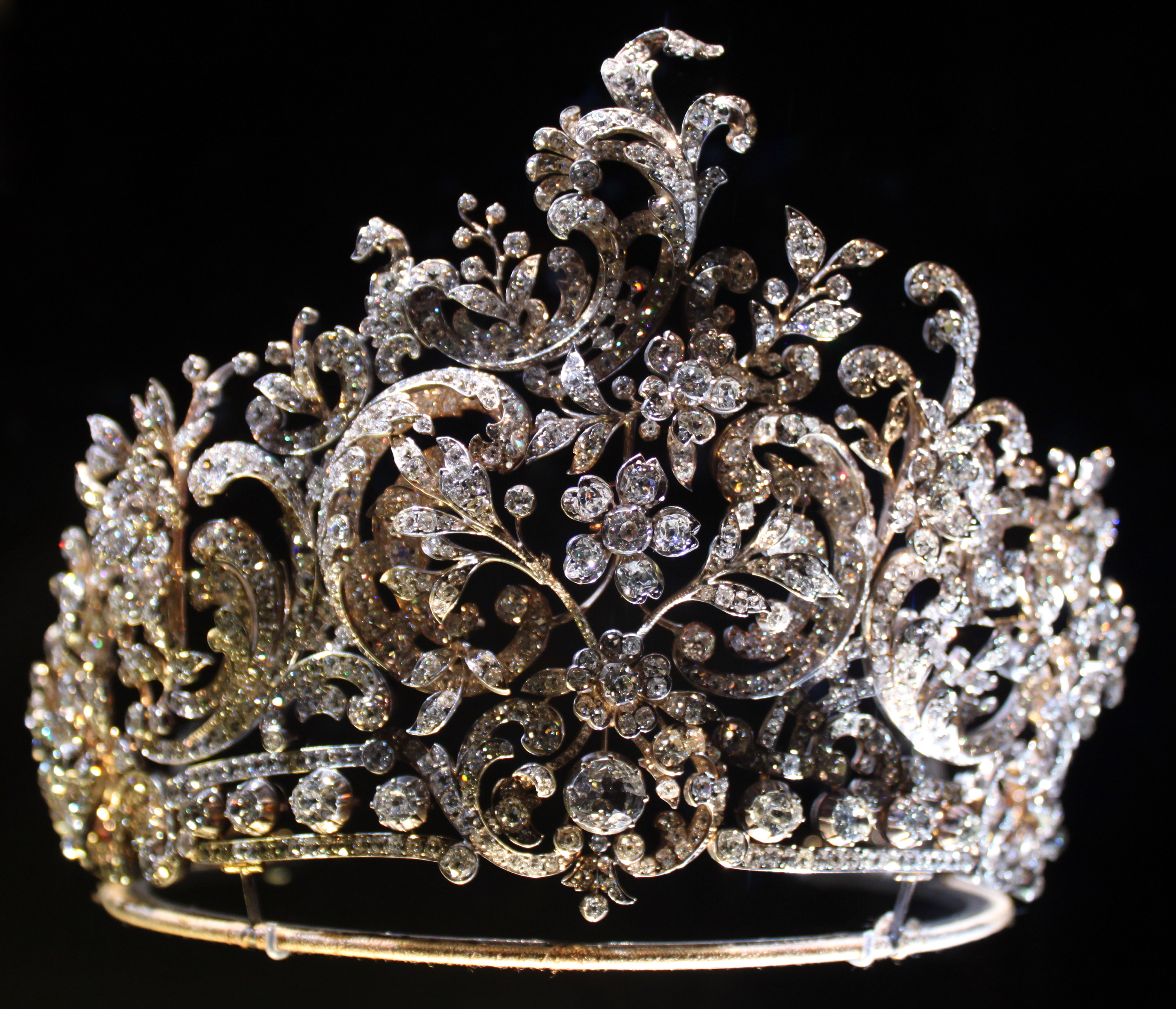
Brilliantdiadem der Königin Charlotte, von Eduard Foehr II (1835–1904), 1896 (Württembergisches Landesmuseum, Stuttgart)
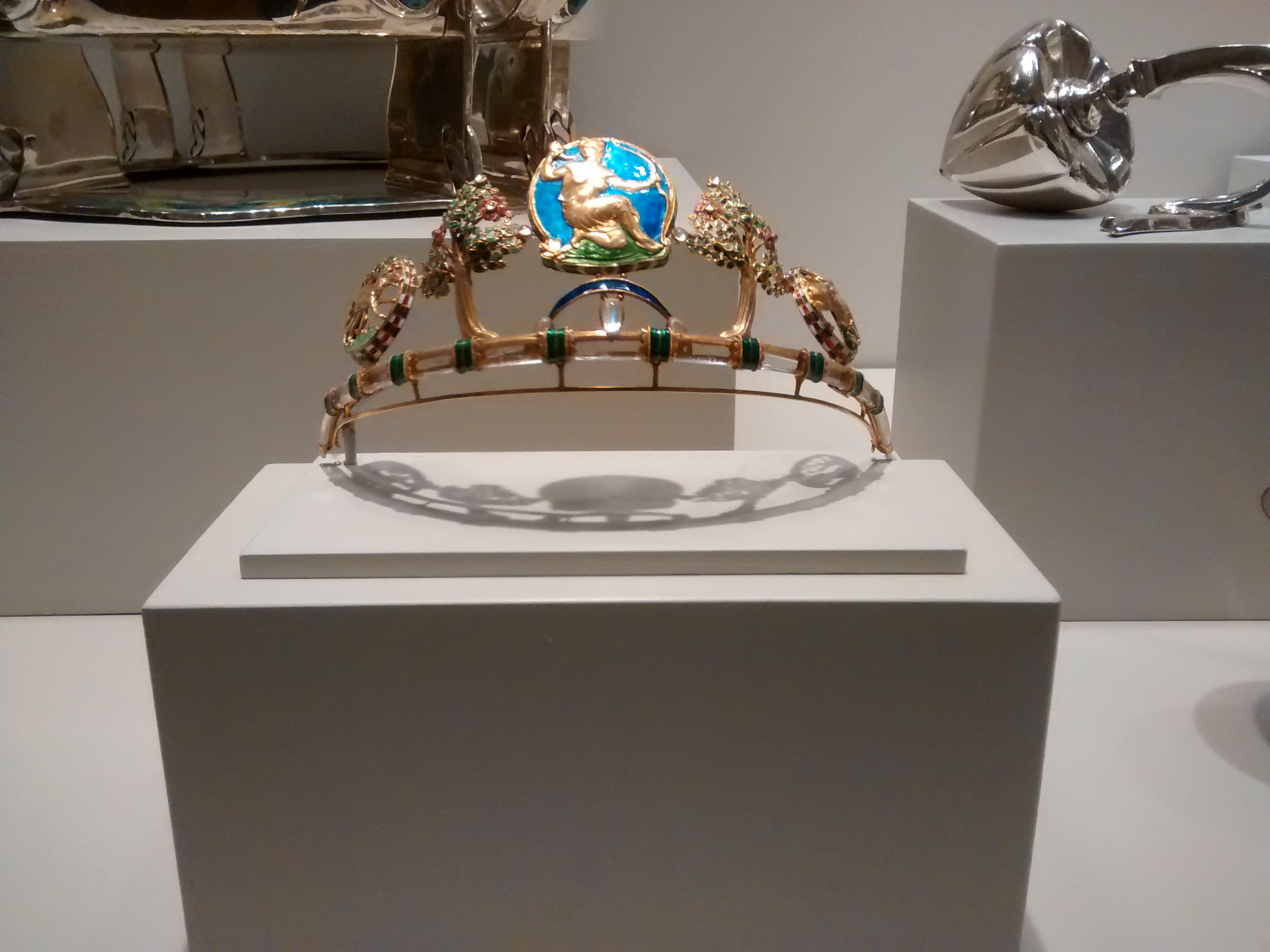
„Diana“-Diadem, London, ca. 1908, gefertigt von Henry Wilson (1864–1934). Emaille, Gold, Bergkristall, Mondsteine, Saphire (Art Institute of Chicago)

## Belege
1. ↑  Jürgen Abeler: Kronen. Herrschaftszeichen der Welt. 3., verbesserte und erweiterte Auflage. Orb-Verlag Pies, Wuppertal 1976, S. 16.
2. ↑  Vgl. etwa Hubertus von Gall: Beobachtungen zum arsakidischen Diadem und zur parthischen Bildkunst. In: Istanbuler Mitteilungen. Band 19–20, 1969–1970, S. 299–318.
3. ↑  Ludmila Kybalová, Olga Herbenová, Milena Lamarová: Das große Bilderlexikon der Mode. Vom Altertum zur Gegenwart. Übersetzt von Joachim Wachtel. Bertelsmann, Gütersloh 1966, S. 246.